# Frente Iugoslava
A Segunda Guerra Mundial no Reino da Iugoslávia (também chamada de Frente Iugoslava) começou em 6 de abril de 1941, quando o país foi invadido e rapidamente conquistado pelas forças do Eixo e dividido entre Alemanha, Itália, Hungria, Bulgária e seus regimes clientes. Pouco depois de a Alemanha atacar a URSS em 22 de junho de 1941,  os Partisans Iugoslavos republicanos liderados pelos comunistas, sob ordens de Moscou,  lançaram uma guerra de guerrilha de libertação lutando contra as forças do Eixo e seus regimes fantoches estabelecidos localmente, incluindo o Estado Independente da Croácia (NDH) e o Governo de Salvação Nacional da Sérvia no território da Sérvia ocupado pelos alemães. Foi apelidada de Guerra de Libertação Nacional e Revolução Socialista na historiografia comunista iugoslava do pós-guerra. Simultaneamente, uma guerra civil multifacetada foi travada entre os Partisans Comunistas Iugoslavos, os Monarquistas Sérvios Chetniks, os Ustaše e a Guarda Nacional Croata aliados do Eixo, o Corpo de Voluntários Sérvios e a Guarda Estatal da Sérvia, a Guarda Nacional Eslovena, bem como a Guarda Nacional Russa aliada aos nazistas. 
Tanto os partisans iugoslavos quanto o movimento Chetnik inicialmente resistiram à invasão do Eixo. No entanto, depois de 1941, os Chetniks colaboraram extensa e sistematicamente com as forças de ocupação italianas até à capitulação italiana, e depois também com as forças alemãs e Ustaše.   O Eixo montou uma série de ofensivas destinadas a destruir os partisans, chegando perto de fazê-lo nas Batalhas de Neretva e Sutjeska na primavera e no verão de 1943.
Apesar dos reveses, os Partisans continuaram a ser uma força de combate credível, com a sua organização a ganhar o reconhecimento dos Aliados Ocidentais na Conferência de Teerã e a lançar as bases para o Estado socialista iugoslavo do pós-guerra. Com o apoio em logística e poder aéreo dos Aliados Ocidentais, e das tropas terrestres soviéticas na ofensiva de Belgrado, os Partisans acabaram por ganhar o controle de todo o país e das regiões fronteiriças de Trieste e Caríntia. Os vitoriosos Partisans estabeleceram a República Socialista Federativa da Iugoslávia.
O conflito na Iugoslávia teve um dos maiores números de mortes por população na guerra, e é normalmente estimado em cerca de um milhão, cerca de metade dos quais eram civis. O genocídio e a limpeza étnica foram realizados pelas forças do Eixo (particularmente a Wehrmacht) e seus colaboradores (particularmente os Ustaše e os Chetniks), e as ações de represália dos Partisans tornaram-se mais frequentes no final da guerra, e continuaram depois dela.

## Prelúdio
Antes da eclosão da guerra, o governo de Milan Stojadinović (1935–1939) tentou negociar entre as potências do Eixo e as potências imperiais buscando um status neutro, assinando um tratado de não agressão com a Itália e estendendo o seu tratado de amizade com a França. Ao mesmo tempo, o país foi desestabilizado por tensões internas, uma vez que os líderes croatas exigiram um maior nível de autonomia. Stojadinović foi demitido pelo regente Príncipe Paulo em 1939 e substituído por Dragiša Cvetković, que negociou um compromisso com o líder croata Vladko Maček em 1939, resultando na formação da Banovina da Croácia.
Contudo, em vez de reduzir as tensões, o acordo apenas reforçou a crise na governação do país.  Grupos de ambos os lados do espectro político não ficaram satisfeitos: o pró-fascista Ustaše procurava uma Croácia independente aliada ao Eixo, os círculos públicos e militares sérvios preferiam a aliança com os impérios da Europa Ocidental, enquanto o então banido Partido Comunista da Iugoslávia via a União Soviética como aliada natural.
Após a queda da França em maio de 1940, o príncipe regente da Iugoslávia, Paulo, e seu governo não viam nenhuma maneira de salvar o Reino da Iugoslávia, exceto através da acomodação com as potências do Eixo. Embora Adolf Hitler da Alemanha não estivesse particularmente interessado em criar outra frente nos Bálcãs, e a própria Iugoslávia permanecesse em paz durante o primeiro ano da guerra, a Itália de Benito Mussolini invadiu a Albânia em abril de 1939 e lançou a Guerra Greco-Italiana bastante malsucedida. em outubro de 1940. Estes acontecimentos resultaram no isolamento geográfico da Iugoslávia do potencial apoio Aliado. O governo tentou negociar com o Eixo a cooperação com o mínimo de concessões possível, ao mesmo tempo que tentava negociações secretas com os Aliados e a União Soviética, mas estas medidas não conseguiram manter o país fora da guerra.  Uma missão secreta aos EUA, liderada pelo influente capitão judeu-sérvio David Albala, com o objetivo de obter financiamento para comprar armas para a esperada invasão, não teve sucesso, enquanto Josef Stalin da União Soviética expulsou o embaixador iugoslavo Milan Gavrilović apenas um mês depois de concordar com um tratado de amizade com a Iugoslávia  (antes de 22 de junho de 1941, a Alemanha Nazista e a Rússia Soviética aderiram ao pacto de não agressão das partes assinou em agosto de 1939 e no outono de 1940, a Alemanha e a União Soviética estiveram em negociações sobre a potencial adesão da URSS ao Pacto Tripartite).

## 1941
Tendo caído continuamente na órbita do Eixo durante 1940, após eventos como a Segunda Arbitragem de Viena, a Iugoslávia seguiu a Bulgária e aderiu formalmente ao Pacto Tripartite em 25 de março de 1941. Oficiais seniores da força aérea sérvia que se opuseram à mudança deram um golpe de estado e assumiram o poder nos dias seguintes. Estes acontecimentos foram vistos com consternação em Berlim e, como a Alemanha se preparava para ajudar o seu aliado italiano na guerra contra a Grécia, os planos foram modificados para incluir também a Iugoslávia.

### Invasão do Eixo e desmembramento da Iugoslávia

Mapa da ocupação do Eixo na Iugoslávia

Em 6 de abril de 1941, o Reino da Iugoslávia foi invadido por todos os lados – pela Alemanha, Itália e sua aliada Hungria. Belgrado foi bombardeada pela força aérea alemã (Luftwaffe). A guerra, conhecida nos estados pós-Iugoslávia como Guerra de Abril, durou pouco mais de dez dias, terminando com a rendição incondicional do Exército Real Iugoslavo em 17 de abril. Não apenas irremediavelmente mal equipado em comparação com o exército alemão (Heer), o exército iugoslavo tentou defender todas as suas fronteiras, espalhando escassamente os seus escassos recursos. Além disso, grande parte da população recusou-se a lutar, acolhendo em vez disso os alemães como libertadores da opressão governamental. Como isto significava que cada grupo étnico individual se voltaria para movimentos opostos à unidade promovida pelo estado eslavo do sul, surgiram dois conceitos diferentes de resistência anti-Eixo: os monarquistas Chetniks e os Partisans liderados pelos comunistas. 
Dois dos principais grupos nacionais constituintes, os eslovenos e os croatas, não estavam preparados para lutar em defesa de um estado iugoslavo com uma monarquia sérvia continuada. A única oposição eficaz à invasão veio de unidades inteiramente da própria Sérvia.  O Estado-Maior Sérvio estava unido na questão da Iugoslávia como uma "Grande Sérvia" governada, de uma forma ou de outra, pela Sérvia. Na véspera da invasão, havia 165 generais na lista ativa iugoslava. Destes, todos, exceto quatro, eram sérvios. 
Os termos da rendição foram extremamente severos, à medida que o Eixo procedeu ao desmembramento da Iugoslávia. A Alemanha anexou o norte da Eslovênia, mantendo a ocupação direta sobre um Estado sérvio remanescente. A Alemanha também exerceu uma influência considerável sobre o Estado Independente da Croácia (NDH) proclamado em 10 de Abril, que se estendia por grande parte da atual Croácia e continha toda a Bósnia e Herzegovina moderna, apesar do fato de os Tratados de Roma terem sido concluídos entre o NDH e a Itália em O dia 18 de maio previu que o NDH se tornaria um protetorado efetivo da Itália. A Itália de Mussolini ganhou o restante da Eslovênia, Kosovo, áreas costeiras e interiores do litoral croata e grandes partes da região costeira da Dalmácia (juntamente com quase todas as ilhas do Adriático e a Baía de Kotor). Também ganhou o controle da província italiana de Montenegro e recebeu a realeza no Estado Independente da Croácia, embora exercesse pouco poder real dentro dele; embora tenha mantido (ao lado da Alemanha) uma zona de influência de facto dentro das fronteiras do NDH. A Hungria despachou o Terceiro Exército Húngaro para ocupar a Voivodina no norte da Sérvia e, mais tarde, anexou à força seções de Baranja, Bačka, Međimurje e Prekmurje.
O exército búlgaro avançou em 19 de abril de 1941, ocupando quase toda a atual Macedônia do Norte e alguns distritos do leste da Sérvia que, com a Trácia ocidental grega e a Macedônia oriental (a província do Egeu), foram anexadas pela Bulgária em 14 de maio. 
O governo no exílio era agora reconhecido apenas pelas potências aliadas.  O Eixo reconheceu as aquisições territoriais dos seus estados aliados.  

### Resistência inicial

Bandeira dos Chetniks

Bandeira dos Partisans

Desde o início, as forças de resistência iugoslavas consistiam em duas facções: os partisans, um movimento liderado pelos comunistas que propagava a tolerância pan-iugoslava ("fraternidade e unidade") e incorporava elementos republicanos, de esquerda e liberais da política iugoslava, por um lado., e os Chetniks, uma força monarquista e nacionalista conservadora, que conta com o apoio quase exclusivamente da população sérvia na Iugoslávia ocupada, por outro lado. Desde o início e até 1943, os Chetniks, que lutaram em nome do governo iugoslavo no exílio do rei Pedro II, com sede em Londres, desfrutaram do reconhecimento e do apoio dos Aliados ocidentais, enquanto os guerrilheiros foram apoiados pela União Soviética.
No início, as forças partidárias eram relativamente pequenas, mal armadas e sem qualquer infraestrutura. Mas tinham duas grandes vantagens sobre outras formações militares e paramilitares na ex-Iugoslávia: a primeira e mais imediata vantagem era um pequeno mas valioso quadro de veteranos da Guerra Civil Espanhola. Ao contrário de algumas outras formações militares e paramilitares, estes veteranos tinham experiência com uma guerra moderna travada em circunstâncias bastante semelhantes às encontradas na Segunda Guerra Mundial na Jugoslávia. Na Eslovénia, os partisans também recorreram aos membros experientes do TIGR para treinar tropas.
A sua outra grande vantagem, que se tornou mais evidente nas fases posteriores da guerra, foi o facto de os partisans terem sido fundados numa ideologia comunista e não numa etnia. Portanto, ganharam apoio que ultrapassava as fronteiras nacionais, o que significa que podiam esperar pelo menos alguns níveis de apoio em quase todos os cantos do país, ao contrário de outras formações paramilitares limitadas a territórios de maioria croata ou sérvia. Isso permitiu que suas unidades fossem mais móveis e preenchessem suas fileiras com um grupo maior de recrutas em potencial.
Embora a atividade dos Partisans Macedônios e Eslovenos fizesse parte da Guerra de Libertação do Povo Iugoslavo, as condições específicas na Macedónia e na Eslovênia, devido às fortes tendências autonomistas dos comunistas locais, levaram à criação de subexércitos separados chamados de Exército Popular de Libertação da Macedônia e Partisans Eslovenos liderados pela Frente de Libertação do Povo Esloveno, respectivamente.

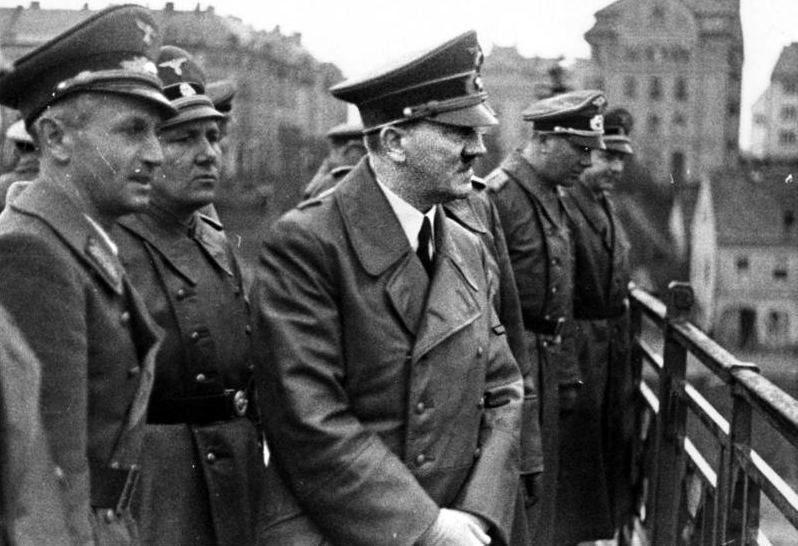
Adolf Hitler em Maribor, Iugoslávia, em 1941. Mais tarde, ele ordenou que seus oficiais "tornassem essas terras alemãs novamente".

A força local mais numerosa, além das quatro divisões de infantaria alemã de segunda linha da Wehrmacht designadas para tarefas de ocupação, foi a Guarda Nacional Croata (Hrvatsko domobranstvo ) fundada em abril de 1941, poucos dias após a fundação do NDH. A força foi formada com autorização das autoridades alemãs. A tarefa das novas forças armadas croatas era defender o novo estado contra inimigos estrangeiros e internos.  A Guarda Nacional Croata estava originalmente limitada a 16 batalhões de infantaria e 2 esquadrões de cavalaria – 16.000 homens no total. Os 16 batalhões originais logo foram ampliados para 15 regimentos de infantaria de dois batalhões cada entre maio e junho de 1941, organizados em cinco comandos divisionais, cerca de 55.000 homens alistados.  As unidades de apoio incluíam 35 tanques leves fornecidos pela Itália,  10 batalhões de artilharia (equipados com armas capturadas do Exército Real Iugoslavo de origem tcheca), um regimento de cavalaria em Zagreb e um batalhão de cavalaria independente em Sarajevo. Dois batalhões de infantaria motorizados independentes estavam baseados em Zagreb e Sarajevo, respectivamente.  Vários regimentos da milícia Ustaše também foram formados nesta época, que operavam sob uma estrutura de comando separada e independente da Guarda Nacional Croata, até o final de 1944.  A Guarda Nacional esmagou a revolta sérvia na Herzegovina Oriental em junho de 1941 e, em julho, lutou na Bósnia Oriental e Ocidental. Eles lutaram novamente na Herzegovina Oriental, quando os batalhões croata-dálmatas e eslavos reforçaram as unidades locais. 
O Alto Comando Italiano designou 24 divisões e três brigadas costeiras para tarefas de ocupação na Iugoslávia a partir de 1941. Estas unidades estavam localizadas desde a Eslovênia, Croácia e Dalmácia até Montenegro e Kosovo. 
De 1931 a 1939, a União Soviética preparou os comunistas para uma guerra de guerrilha na Jugoslávia. Às vésperas da guerra, centenas de futuros líderes comunistas iugoslavos proeminentes completaram "cursos partisans" especiais organizados pela inteligência militar soviética na União Soviética e na Espanha. 
No dia em que a Alemanha atacou a União Soviética, a 22 de Junho de 1941, o Partido Comunista da Iugoslávia (PCY) recebeu ordens do Comintern, com sede em Moscovo, para vir em auxílio da União Soviética.  No mesmo dia, os comunistas croatas criaram o 1º Destacamento Partisan de Sisak, a primeira unidade armada de resistência antifascista formada por um movimento de resistência na Iugoslávia ocupada durante a Segunda Guerra Mundial.  O destacamento iniciou as atividades de resistência no dia seguinte à sua criação; lançando ataques de sabotagem e desvios em linhas ferroviárias próximas, destruindo postes telegráficos, atacando edifícios municipais em aldeias vizinhas, apreendendo armas e munições e criando uma rede de propaganda comunista em Sisak e aldeias vizinhas. Ao mesmo tempo, o Comité Provincial do PCJ para a Sérvia tomou a decisão de lançar uma revolta armada na Sérvia e reuniu o seu Estado-Maior Supremo das Unidades Partidárias de Libertação Nacional da Iugoslávia, presidido por Josip Broz Tito .  Em 4 de julho, foi emitida uma ordem formal para iniciar o levante.  No dia 7 de julho aconteceu o incidente de Bela Crkva, que mais tarde seria considerado o início da revolta na Sérvia. Em 10 de agosto de 1941, em Stanulović, uma vila nas montanhas, os guerrilheiros formaram o Quartel-General do Destacamento Partisan Kopaonik. A área libertada, composta por aldeias vizinhas e chamada de "República dos Mineiros", foi a primeira na Iugoslávia e durou 42 dias. Os combatentes da resistência juntaram-se formalmente às fileiras dos partisans mais tarde.
O movimento Chetnik (oficialmente Exército Iugoslavo na Pátria, JVUO) foi organizado após a rendição do Exército Real Iugoslavo por alguns dos soldados iugoslavos restantes. Esta força foi organizada no distrito de Ravna Gora, no oeste da Sérvia, sob o comando do coronel Draža Mihailović, em meados de maio de 1941. No entanto, ao contrário dos guerrilheiros, as forças de Mihailović eram quase inteiramente de etnia sérvia. Os Partisans e os Chetniks tentaram cooperar no início do conflito e os Chetniks foram ativos na revolta na Sérvia, mas esta desmoronou depois disso.

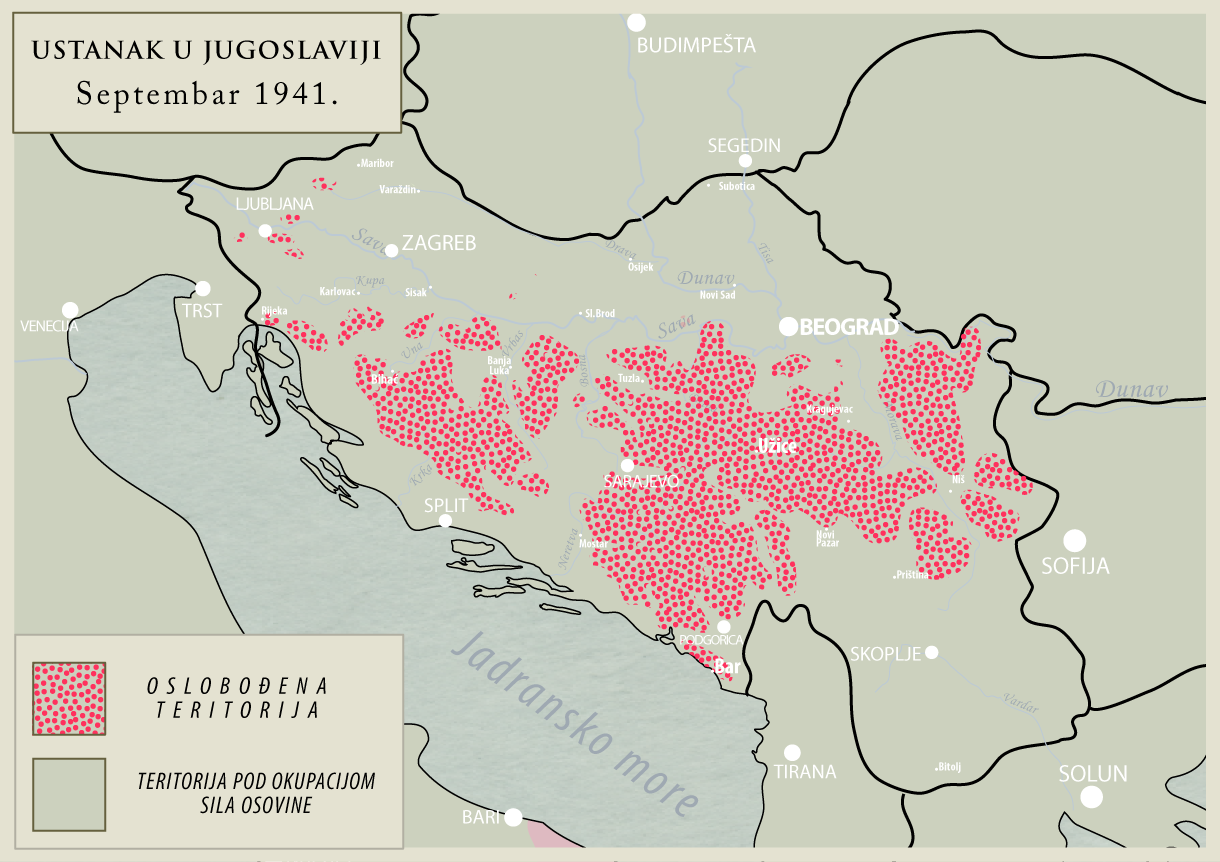
Revolta na Iugoslávia, setembro de 1941.

Em setembro de 1941, os guerrilheiros organizaram uma sabotagem no Correio Geral de Zagreb. À medida que os níveis de resistência à sua ocupação cresciam, as Potências do Eixo responderam com numerosas ofensivas menores. Houve também sete grandes operações do Eixo destinadas especificamente a eliminar toda ou a maior parte da resistência partidária iugoslava. Estas grandes ofensivas foram tipicamente esforços combinados da Wehrmacht e das SS, da Itália, dos Chetniks, do Estado Independente da Croácia, do governo colaboracionista sérvio, da Bulgária e da Hungria.
A Primeira Ofensiva Antipartidária foi o ataque conduzido pelo Eixo no outono de 1941 contra a "República de Užice", um território libertado que os partisans estabeleceram no oeste da Sérvia. Em novembro de 1941, as tropas alemãs atacaram e reocuparam este território, com a maioria das forças partidárias escapando em direção à Bósnia. Foi durante esta ofensiva que a tênue colaboração entre os guerrilheiros e o movimento monarquista Chetnik se desfez e se transformou em hostilidade aberta.
Após negociações infrutíferas, o líder Chetnik, General Mihailović, voltou-se contra os partisans como seu principal inimigo. Segundo ele, o motivo foi humanitário: a prevenção de represálias alemãs contra os sérvios.  Isto, no entanto, não impediu as atividades da resistência partidária, e as unidades Chetnik atacaram os partisans em novembro de 1941, enquanto recebiam cada vez mais suprimentos e cooperavam com os alemães e italianos nisso. A ligação britânica com Mihailović aconselhou Londres a parar de fornecer os Chetniks após o ataque de Užice (ver Primeira Ofensiva Antipartidária), mas a Grã-Bretanha continuou a fazê-lo.
Em 22 de dezembro de 1941, os partisans formaram a 1.ª Brigada de Assalto Proletária (1. Proleterska Udarna Brigada) – a primeira unidade militar partidária regular capaz de operar fora da sua área local. O dia 22 de dezembro tornou-se o "Dia do Exército Popular Iugoslavo".

## 1942

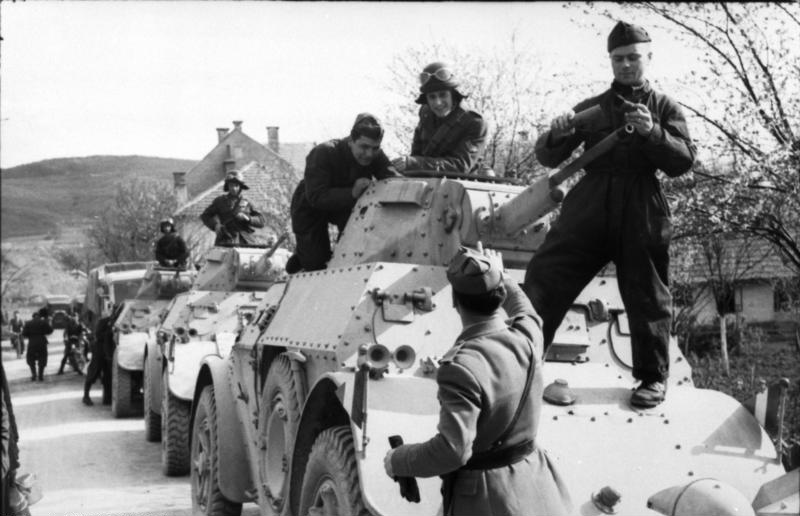
Carros blindados italianos nos Bálcãs.

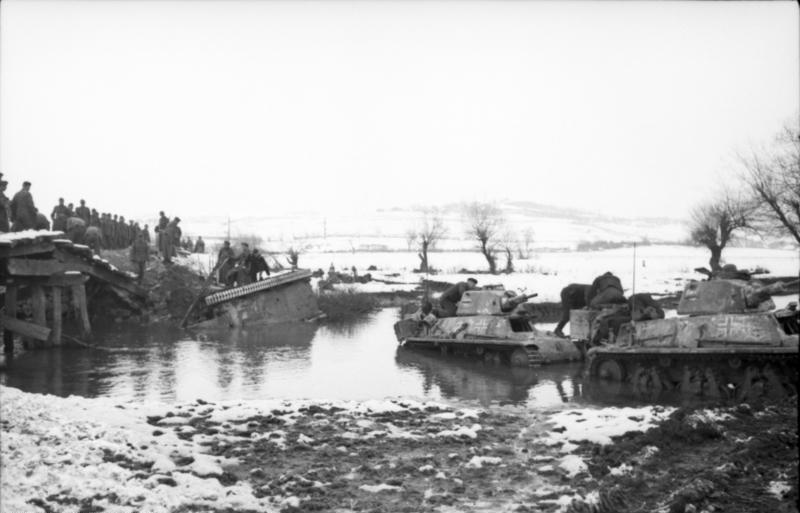
Forças alemãs com tanques H39 de fabricação francesa atravessando um rio.

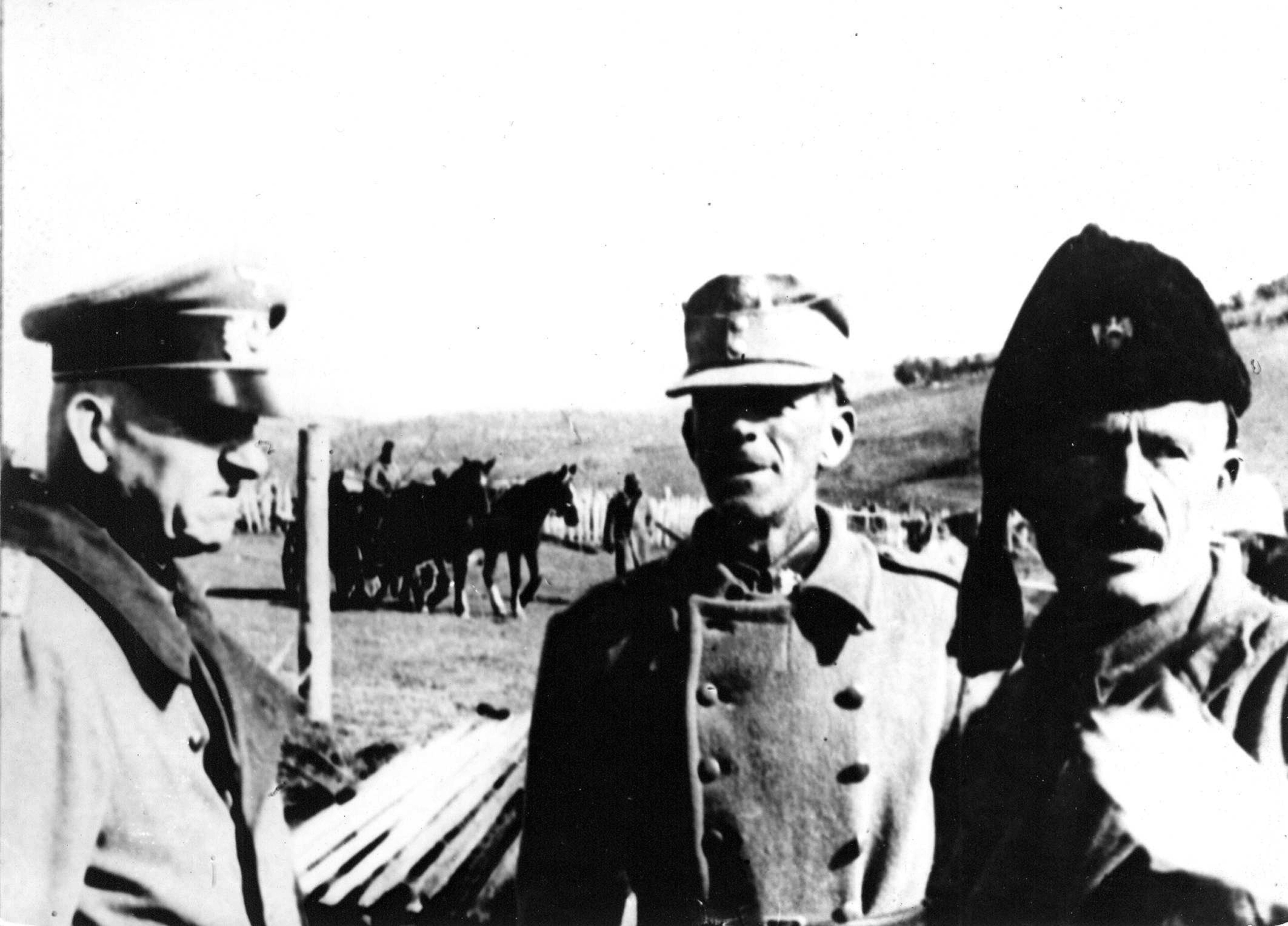
O Generalmajor (Brigadeiro) alemão Friedrich Stahl ao lado de um oficial Ustaša e o comandante Chetnik Rade Radić no centro da Bósnia em meados de 1942.

Em 15 de janeiro de 1942, o 1º Exército Búlgaro, com três divisões de infantaria, foi transferido para o sudeste da Sérvia. Com sede em Niš, substituiu as divisões alemãs necessárias na Croácia e na União Soviética. 
Os Chetniks inicialmente contaram com o apoio dos Aliados Ocidentais (até a Conferência de Teerã em dezembro de 1943). Em 1942, a Time Magazine publicou um artigo que elogiava o "sucesso" dos Chetniks de Mihailović e o anunciava como o único defensor da liberdade na Europa ocupada pelos nazistas.
Os guerrilheiros de Tito lutaram contra os alemães mais ativamente durante esse período. Tito e Mihailović tiveram uma recompensa de 100.000 Reichsmarks oferecidos pelos alemães pelas suas cabeças. Embora permanecessem "oficialmente" inimigos mortais dos alemães e dos Ustaše, os chetniks eram conhecidos por fazer acordos clandestinos com os italianos. A Segunda Ofensiva Inimiga foi um ataque coordenado do Eixo conduzido em janeiro de 1942 contra as forças partidárias no leste da Bósnia. As tropas partidárias mais uma vez evitaram o cerco e foram forçadas a recuar sobre a montanha Igman, perto de Sarajevo.
A Terceira Ofensiva Inimiga, uma ofensiva contra as forças Partidárias no leste da Bósnia, Montenegro, Sandžak e Herzegovina que ocorreu na primavera de 1942, foi conhecida como Operação TRIO pelos alemães, e novamente terminou com uma fuga Partidária oportuna. Ao longo do verão, conduziram a chamada Longa Marcha Partidária para oeste através da Bósnia e Herzegovina, enquanto, ao mesmo tempo, o Eixo conduzia a Ofensiva Kozara no noroeste da Bósnia.
Os partisans travaram uma campanha de guerrilha cada vez mais bem sucedida contra os ocupantes do Eixo e os seus colaboradores locais, incluindo os Chetniks (que também consideravam colaboradores). Eles desfrutaram de níveis gradualmente maiores de sucesso e apoio da população em geral e conseguiram controlar grandes porções do território iugoslavo. Os comitês populares foram organizados para actuar como governos civis em áreas do país libertadas pelos partisans. Em alguns lugares, foram criadas até indústrias de armas limitadas. 
Para reunir informações, agentes dos Aliados Ocidentais foram infiltrados tanto nos partisans quanto nos Chetniks. A informação recolhida pelos contactos com os grupos de resistência foi crucial para o sucesso das missões de abastecimento e foi a principal influência na estratégia Aliada na Iugoslávia. A busca por inteligência resultou no declínio dos Chetniks e no seu eclipse pelos partisans de Tito. Em 1942, embora os fornecimentos fossem limitados, o apoio simbólico foi enviado igualmente a cada um. Em novembro de 1942, os destacamentos partisans foram oficialmente fundidos no Exército de Libertação Popular e nos Destacamentos partisans da Iugoslávia (NOV i POJ). 

## 1943

### Ofensivas do Eixo críticas
Na primeira metade de 1943, duas ofensivas do Eixo estiveram perto de derrotar os partisans. Eles são conhecidos por seus codinomes alemães Fall Weiss (Case White) e Fall Schwarz (Case Black), como a Batalha de Neretva e a Batalha de Sutjeska em homenagem aos rios nas áreas em que foram travadas, ou a Quarta e Quinta Ofensiva Inimiga, respectivamente, de acordo com a historiografia da ex-Iugoslávia.
Em 7 de janeiro de 1943, o 1º Exército Búlgaro também ocupou o sudoeste da Sérvia. Medidas selvagens de pacificação reduziram sensivelmente a atividade partidária. As divisões de infantaria búlgaras na Quinta Ofensiva Antipartidária bloquearam a rota de fuga Partidária de Montenegro para a Sérvia e também participaram da Sexta Ofensiva Antipartidária no Leste da Bósnia. 

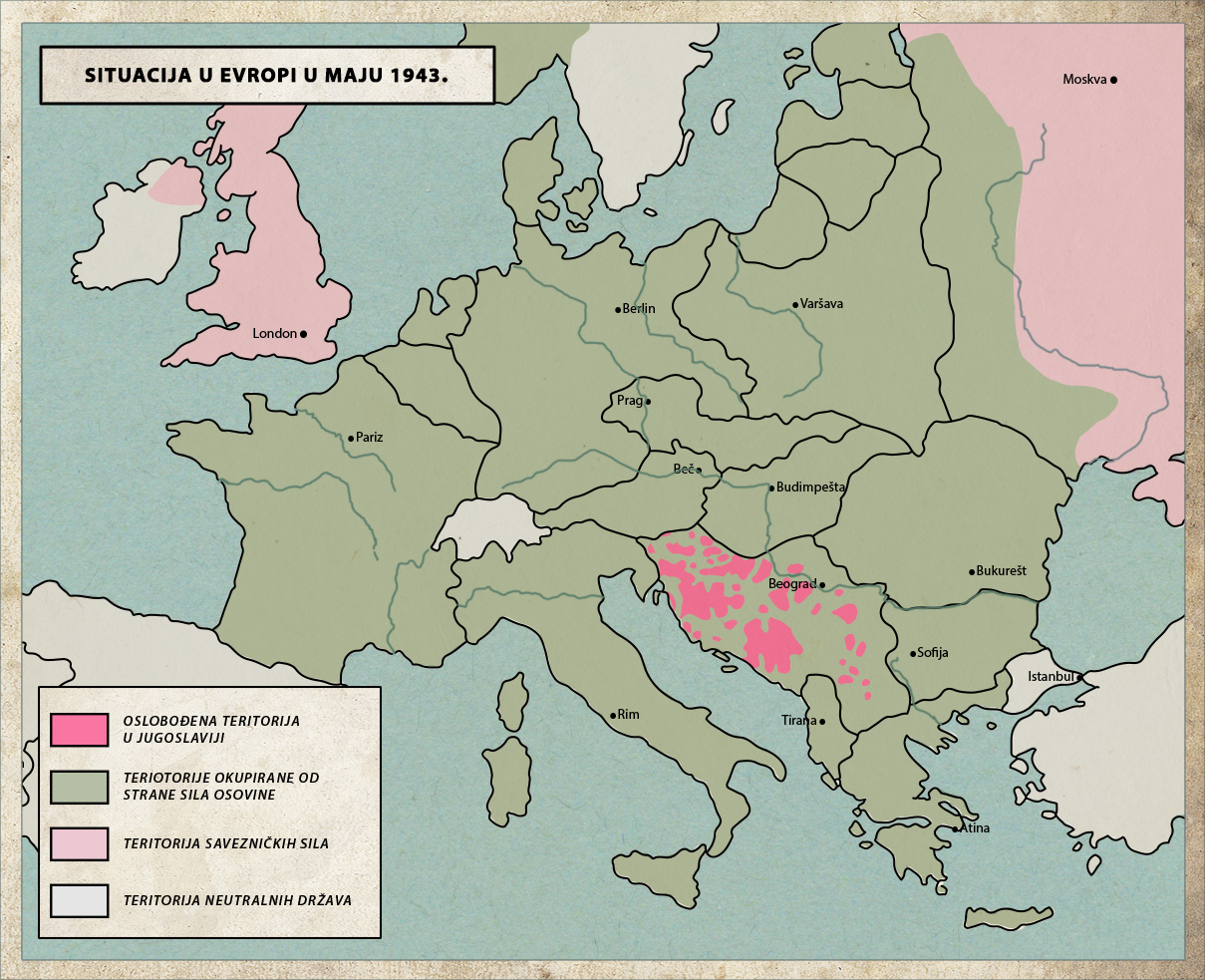
Território libertado pelos guerrilheiros na Iugoslávia, maio de 1943.

As negociações entre alemães e guerrilheiros começaram em 11 de março de 1943 em Gornji Vakuf, na Bósnia. Os principais oficiais de Tito, Vladimir Velebit, Koča Popović e Milovan Đilas apresentaram três propostas, a primeira sobre uma troca de prisioneiros, a segunda sobre a implementação do direito internacional sobre o tratamento de prisioneiros e a terceira sobre questões políticas.  A delegação expressou preocupação com o envolvimento italiano no fornecimento ao exército Chetnik e afirmou que o Movimento de Libertação Nacional era um movimento independente, sem ajuda da União Soviética ou do Reino Unido.  Um pouco mais tarde, Đilas e Velebit foram levados a Zagreb para continuar as negociações. 
Na Quarta Ofensiva Inimiga, também conhecida como Batalha de Neretva ou Fall Weiss (Caso Branco), as forças do Eixo pressionaram as tropas Partidárias a recuar do oeste da Bósnia para o norte da Herzegovina, culminando na retirada Partidária sobre o rio Neretva. Isso ocorreu de janeiro a abril de 1943.

A Quinta Ofensiva Inimiga, também conhecida como Batalha de Sutjeska ou Fall Schwarz (Caso Negro), seguiu-se imediatamente à Quarta Ofensiva e incluiu um cerco completo às forças partidárias no sudeste da Bósnia e no norte de Montenegro em maio e junho de 1943.
Naquele agosto de minha chegada [1943], havia mais de 30 divisões inimigas no território da Jugoslávia, bem como um grande número de satélites e formações policiais de Ustashe e Domobrani (formações militares do Estado croata fantoche), Sicherheitsdienst alemães, chetniks , milícia Neditch, milícia Ljotitch e outras. O movimento partisan pode ter contado até 150.000 homens e mulheres combatentes (talvez cinco por cento de mulheres) em estreita e inextricável cooperação com vários milhões de camponeses, o povo do país. O número de partisans poderia aumentar rapidamente.
A Guarda Nacional Croata atingiu o seu tamanho máximo no final de 1943, quando contava com 130.000 homens. Também incluía uma força aérea, a Força Aérea do Estado Independente da Croácia (Zrakoplovstvo Nezavisne Države Hrvatske, ou ZNDH), cuja espinha dorsal era fornecida por 500 ex-oficiais da Força Aérea Real Iugoslava e 1.600 suboficiais com 125 aeronaves.  Em 1943, o ZNDH tinha 9.775 homens e estava equipado com 295 aeronaves. 

### Capitulação italiana e apoio aliado aos guerrilheiros

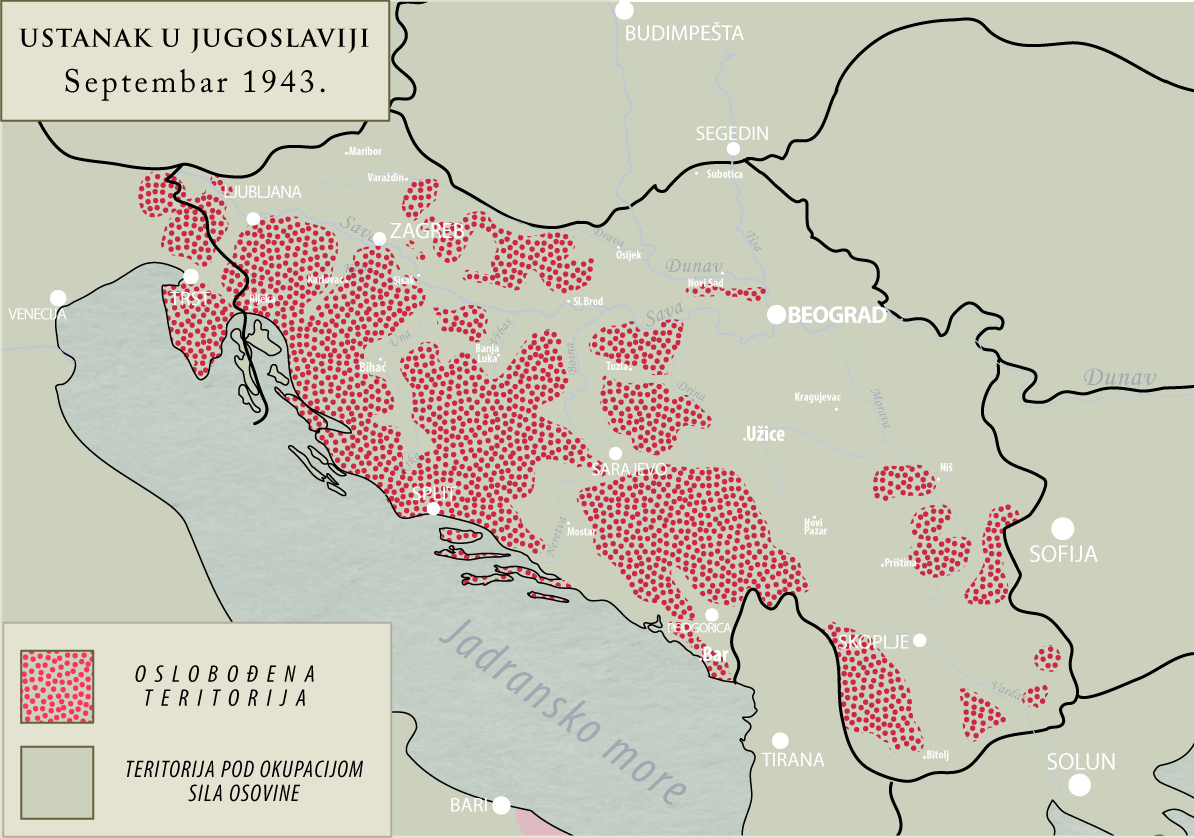
Revolta na Iugoslávia ocupada após a capitulação da Itália, setembro de 1943.

Em 8 de setembro de 1943, os italianos concluíram um armistício com os Aliados, deixando 17 divisões presas na Iugoslávia. Todos os comandantes divisionais recusaram-se a juntar-se aos alemães. Duas divisões de infantaria italianas juntaram-se aos guerrilheiros montenegrinos como unidades completas, enquanto outra juntou-se aos guerrilheiros albaneses. Outras unidades renderam-se aos alemães para enfrentarem prisão na Alemanha ou execução sumária. Outros entregaram-se e entregaram as suas armas, munições e equipamento às forças croatas ou aos guerrilheiros, simplesmente desintegraram-se ou chegaram à Itália a pé via Trieste ou de navio através do Adriático.  O governo italiano da Dalmácia foi desestabelecido e as possessões do país foram posteriormente divididas entre a Alemanha, que estabeleceu a sua Zona Operacional do Litoral Adriático, e o Estado Independente da Croácia, que estabeleceu o novo distrito de Sidraga-Ravni Kotari. Os antigos reinos italianos da Albânia e de Montenegro foram colocados sob ocupação alemã.
Em 25 de setembro de 1943, o Alto Comando Alemão lançou a Operação "Istrien" e em 21 de outubro a operação militar "Wolkenbruch" com o objetivo de destruir unidades Partidárias nas terras povoadas pela Eslovênia, na Ístria e no Litoral. Nessa operação, 2.500 Ístrianos foram mortos, entre os quais partisans e civis, incluindo mulheres, crianças e idosos. As unidades partidárias que não se retiraram da Ístria a tempo foram completamente destruídas. As tropas alemãs, incluindo a divisão SS "Prinz Eugen", em 25 de setembro começaram a executar um plano para a destruição completa dos guerrilheiros em Primorska e na Ístria.
Os acontecimentos de 1943 provocaram uma mudança na atitude dos Aliados. Os alemães estavam executando Fall Schwarz (Batalha de Sutjeska, a Quinta ofensiva antipartidária), uma de uma série de ofensivas dirigidas aos combatentes da resistência, quando F.W.D. Deakin foi enviado pelos britânicos para coletar informações. Seus relatórios continham duas observações importantes. A primeira foi que os guerrilheiros foram corajosos e agressivos na batalha contra a 1ª Divisão Alemã de Montanha e a 104ª Divisão Ligeira, sofreram baixas significativas e precisaram de apoio. A segunda observação foi que toda a 1ª Divisão de Montanha Alemã transitou da União Soviética em linhas ferroviárias através do território controlado por Chetnik. As interceptações britânicas (ULTRA) do tráfego de mensagens alemão confirmaram a timidez de Chetnik. Embora hoje muitas circunstâncias, factos e motivações permaneçam obscuros, os relatórios de inteligência resultaram num aumento do interesse dos Aliados nas operações aéreas da Jugoslávia e numa mudança de política.
A Sexta Ofensiva Inimiga foi uma série de operações empreendidas pela Wehrmacht e pela Ustaše após a capitulação da Itália, na tentativa de proteger a costa do Adriático. Aconteceu no outono e inverno de 1943/1944.
Neste ponto, os partisans conseguiram ganhar o apoio moral, bem como o apoio material limitado dos Aliados Ocidentais, que até então tinham apoiado as Forças Chetnik de Mihailović, mas foram finalmente convencidos da sua colaboração por muitas missões de recolha de informações enviadas a ambos os lados durante o curso da guerra.
Em setembro de 1943, a pedido de Churchill, o brigadeiro-general Fitzroy Maclean foi lançado de paraquedas no quartel-general de Tito, perto de Drvar, para servir como elemento de ligação formal e permanente com os guerrilheiros. Embora os Chetniks ainda fossem abastecidos ocasionalmente, os partisans receberam a maior parte de todo o apoio futuro. 
Quando o AVNOJ (o conselho partisan de guerra na Iugoslávia) foi finalmente reconhecido pelos Aliados, no final de 1943, o reconhecimento oficial da Iugoslávia Federal Democrática Partidária logo se seguiu. O Exército de Libertação Nacional da Iugoslávia foi reconhecido pelas principais potências Aliadas na Conferência de Teerã, quando os Estados Unidos concordaram com a posição de outros Aliados. O recém-reconhecido governo iugoslavo, chefiado pelo primeiro-ministro Tito, era um órgão conjunto formado por membros da AVNOJ e membros do antigo governo no exílio em Londres. A resolução de uma questão fundamental, se o novo Estado continuaria a ser uma monarquia ou se tornaria uma república, foi adiada para o fim da guerra, tal como o estatuto do rei Pedro II.
Após mudarem o seu apoio aos partisans, os Aliados criaram a Força Aérea dos Balcãs da RAF (por sugestão de Maclean) com o objectivo de fornecer maiores abastecimentos e apoio aéreo táctico às forças Partidárias do Marechal Tito.

## 1944

### Última ofensiva do Eixo
Em janeiro de 1944, as forças de Tito atacaram Banja Luka sem sucesso. Mas, embora Tito tenha sido forçado a retirar-se, Mihajlović e as suas forças também foram notados pela imprensa ocidental pela sua falta de atividade.
A Sétima Ofensiva Inimiga foi o ataque final do Eixo no oeste da Bósnia na primavera de 1944, que incluiu a Operação Rösselsprung (Salto do Cavaleiro), uma tentativa malsucedida de eliminar pessoalmente Josip Broz Tito e aniquilar a liderança do movimento Partisan.

### Crescimento partisan para dominação
As aeronaves aliadas começaram especificamente a alvejar bases e aeronaves da ZNDH (Força Aérea do Estado Independente da Croácia) e da Luftwaffe pela primeira vez como resultado da Sétima Ofensiva, incluindo a Operação Rösselsprung no final de maio de 1944. Até então, as aeronaves do Eixo podiam voar para o interior quase à vontade, desde que permanecessem em baixa altitude. As unidades partidárias no terreno queixavam-se frequentemente de ataques de aeronaves inimigas, enquanto centenas de aeronaves aliadas voavam em altitudes mais elevadas. Isto mudou durante Rösselsprung, quando os caças-bombardeiros aliados desceram em massa pela primeira vez, estabelecendo total superioridade aérea. Consequentemente, tanto a ZNDH como a Luftwaffe foram forçadas a limitar as suas operações com tempo claro ao início da manhã e ao final da tarde. 
O movimento partisan iugoslavo cresceu e se tornou a maior força de resistência na Europa ocupada, com 800 mil homens organizados em 4 exércitos de campanha. Eventualmente, os partisans prevaleceram contra todos os seus oponentes como o exército oficial da recém-fundada Iugoslávia Federal Democrática (mais tarde República Federal Socialista da Iugoslávia).
Em 1944, os comandos macedônio e sérvio fizeram contato no sul da Sérvia e formaram um comando conjunto, que consequentemente colocou os guerrilheiros macedônios sob o comando direto do marechal Tito. Os guerrilheiros eslovenos também se fundiram com as forças de Tito em 1944. 
Em 16 de junho de 1944, o acordo Tito-Šubašić entre os guerrilheiros e o governo iugoslavo no exílio de Pedro II foi assinado na ilha de Vis. Este acordo foi uma tentativa de formar um novo governo iugoslavo que incluiria tanto os comunistas como os monarquistas. Apelou à fusão do Conselho Partisan Antifascista de Libertação Nacional da Jugoslávia (Antifašističko V(ij)eće Narodnog Oslobođenja Jugoslavije, AVNOJ) e do Governo no exílio. O acordo Tito-Šubašić também apelou a todos os eslovenos, croatas e sérvios a juntarem-se aos partisans. Os partisans foram reconhecidos pelo Governo Real como o exército regular da Iugoslávia. Mihajlović e muitos Chetniks recusaram-se a atender a chamada. Os Chetniks foram, no entanto, elogiados por salvarem 500 pilotos aliados abatidos em 1944; O presidente dos Estados Unidos, Harry S. Truman, concedeu postumamente a Mihailović a Legião do Mérito por sua contribuição para a vitória dos Aliados.

### Avanços aliados na Romênia e na Bulgária

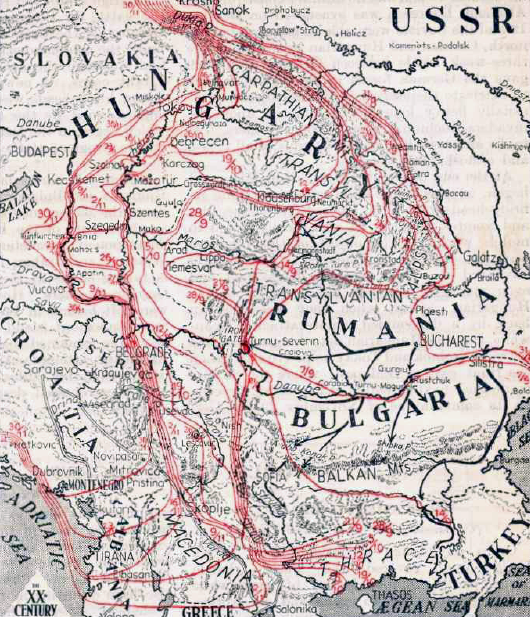
Mapa da retirada alemã no outono de 1944 (semana a semana)

Em agosto de 1944, depois que a Ofensiva Jassy-Kishinev oprimiu a linha de frente do Grupo de Exércitos da Alemanha Sul da Ucrânia, o rei Miguel I da Romênia deu um golpe, a Romênia abandonou a guerra e o exército romeno foi colocado sob o comando do Exército Vermelho. As forças romenas, lutando contra a Alemanha, participaram da Ofensiva de Praga. A Bulgária também desistiu e, em 10 de Setembro, declarou guerra à Alemanha e aos seus restantes aliados. As fracas divisões enviadas pelas potências do Eixo para invadir a Bulgária foram facilmente rechaçadas.
Na Macedônia, os alemães desarmaram rapidamente o 1º Corpo de Ocupação de 5 divisões e o 5º Exército, apesar da resistência de curta duração deste último. Os sobreviventes conseguiram regressar às antigas fronteiras da Bulgária.
Após a ocupação da Bulgária pelo exército soviético, foram organizadas negociações entre Tito e os líderes comunistas búlgaros que resultaram numa aliança militar entre os dois.
No final de setembro de 1944, três exércitos búlgaros, com cerca de 455.000 homens no total, liderados pelo general Georgi Marinov Mandjev, entraram na Iugoslávia com a tarefa estratégica de bloquear a retirada das forças alemãs da Grécia.
As tropas do novo Exército Popular Búlgaro e da 3ª Frente Ucraniana do Exército Vermelho estavam concentradas na antiga fronteira entre a Bulgária e a Iugoslávia. Na madrugada de 8 de outubro, eles entraram na Iugoslávia pelo sul. O Primeiro e Quarto Exércitos Búlgaros invadiram a Macedônia do Vardar, e o Segundo Exército, o sudeste da Sérvia. O Primeiro Exército então rumou para o norte com a 3ª Frente Ucraniana Soviética, através do leste da Iugoslávia e do sudoeste da Hungria, antes de se unir ao 8º Exército Britânico na Áustria em maio de 1945.

### Libertação de Belgrado e do leste da Iugoslávia

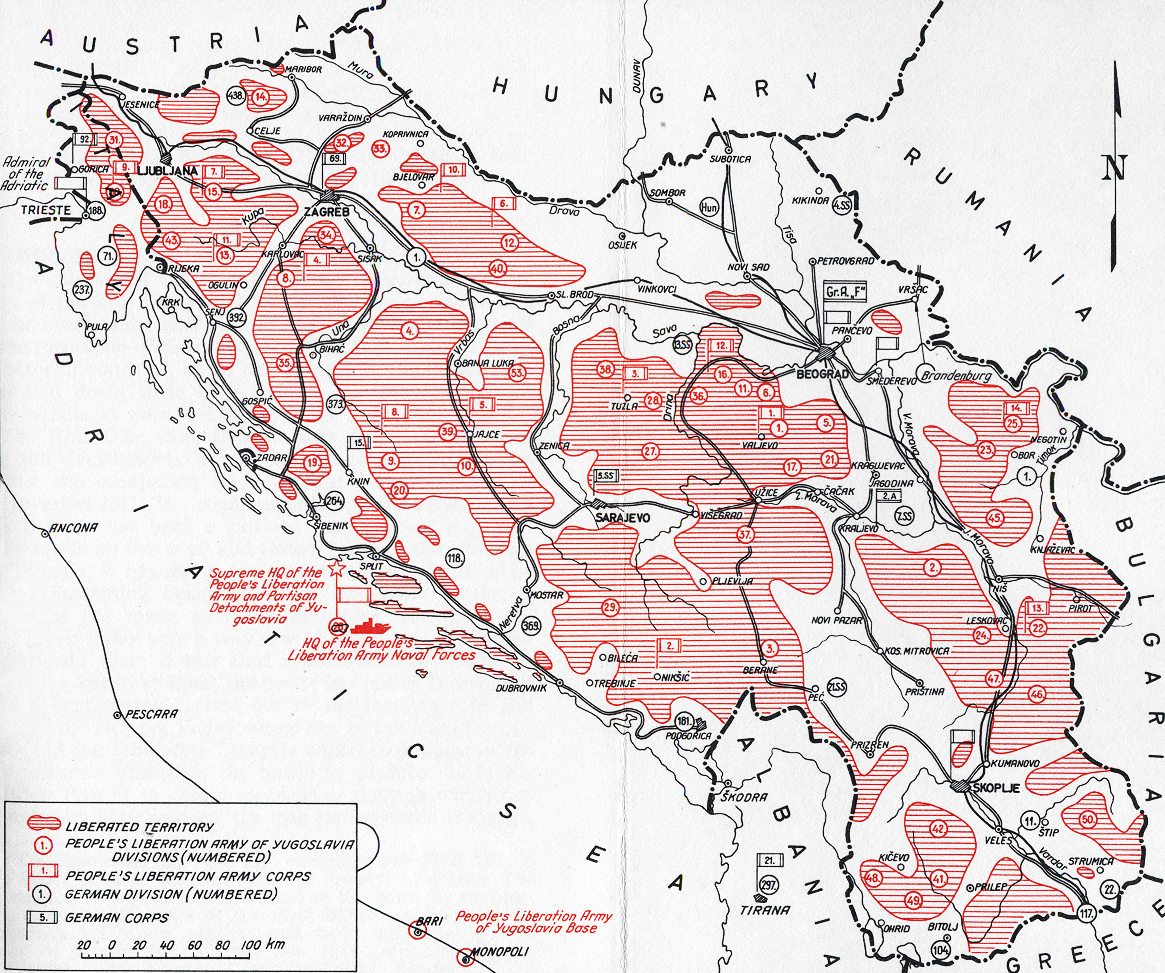
Territórios sob controle partisan, setembro de 1944

Simultaneamente, com o apoio aéreo Aliado e a assistência do Exército Vermelho, os partisans voltaram a sua atenção para a Sérvia Central. O principal objetivo era interromper as comunicações ferroviárias nos vales dos rios Vardar e Morava e impedir que os alemães retirassem as suas mais de 300.000 forças da Grécia.
As forças aéreas aliadas enviaram 1.973 aeronaves (principalmente da 15ª Força Aérea dos EUA) sobre a Iugoslávia, que descarregaram mais de 3.000 toneladas de bombas. Em 17 de agosto de 1944, Tito ofereceu anistia a todos os colaboradores. Em 12 de setembro, Pedro II transmitiu uma mensagem de Londres, apelando a todos os sérvios, croatas e eslovenos para "se juntarem ao Exército de Libertação Nacional sob a liderança do Marechal Tito". A mensagem teria tido um efeito devastador no moral dos chetniks, muitos dos quais mais tarde desertaram para os guerrilheiros. Eles foram seguidos por um número substancial de ex-tropas da Guarda Interna Croata e da Guarda Interna Eslovena.
Em Setembro, sob a liderança do novo governo búlgaro pró-soviético, foram mobilizados quatro exércitos búlgaros, com um total de 455.000 homens. No final de setembro, as tropas do Exército Vermelho (3ª Frente Ucraniana) estavam concentradas na fronteira entre a Bulgária e a Iugoslávia. No início de outubro de 1944, três exércitos búlgaros, consistindo de cerca de 340.000 homens, juntamente com o Exército Vermelho, reentraram na Iugoslávia ocupada e moveram-se de Sófia para Niš, Skopje e Pristina para bloquear a retirada das forças alemãs da Grécia. O Exército Vermelho organizou a Ofensiva de Belgrado, e tomou a cidade em 20 de outubro.
Enquanto isso, os guerrilheiros tentaram conter a retirada alemã quando o Grupo E do Exército Alemão abandonou a Grécia e a Albânia através da Iugoslávia e se retirou para linhas de defesa mais ao norte. Em setembro de 1944, os aliados lançaram a Operação Ratweek, com o objetivo de frustrar os movimentos alemães através da Sérvia, Croácia e Eslovênia. Os britânicos também enviaram uma poderosa unidade de combate lançando a Operação Floxo (conhecida como "Floydforce") composta por artilharia e engenheiros que faltavam aos guerrilheiros. Os guerrilheiros com artilharia britânica conseguiram conter os alemães e libertaram Risan e Podgorica entre outubro e dezembro. Por esta altura, os partisans controlavam efectivamente toda a metade oriental da Jugoslávia – Sérvia, Macedónia, Montenegro – bem como a maior parte da costa da Dalmácia. A Wehrmacht e as forças do Estado Independente da Croácia, controlado por Ustaše, fortificaram uma frente na Sírmia que resistiu durante o inverno de 1944-45, a fim de ajudar na evacuação do Grupo de Exércitos E dos Bálcãs.
Para aumentar o número de tropas partidárias, Tito ofereceu novamente a anistia em 21 de novembro de 1944. Em novembro de 1944, as unidades da milícia Ustaše e da Guarda Nacional Croata foram reorganizadas e combinadas para formar o Exército do Estado Independente da Croácia. 

## 1945
"Toda unidade alemã que pudesse evacuar com segurança da Iugoslávia poderia considerar-se sortuda."
Os alemães continuaram a recuar. Tendo perdido a rota de retirada mais fácil através da Sérvia, lutaram para manter a frente síria a fim de garantir a passagem mais difícil através do Kosovo, Sandzak e Bósnia. Eles até obtiveram uma série de sucessos temporários contra o Exército de Libertação Popular. Eles deixaram Mostar em 12 de fevereiro de 1945. Eles só deixaram Sarajevo em 15 de abril. Sarajevo assumiu uma posição estratégica de última hora como a única rota de retirada remanescente e foi mantida a um custo substancial. No início de março, os alemães transferiram tropas do sul da Bósnia para apoiar uma contra-ofensiva malsucedida na Hungria, o que permitiu ao NOV obter alguns sucessos ao atacar as posições enfraquecidas dos alemães. Embora fortalecidos pela ajuda aliada, por uma retaguarda segura e pelo recrutamento em massa nas áreas sob o seu controlo, os antigos guerrilheiros tiveram dificuldade em mudar para a guerra convencional, especialmente no campo aberto a oeste de Belgrado, onde os alemães se mantiveram firmes até meados do século XIX. Abril, apesar de todos os recrutas inexperientes e destreinados que a NOV lançou numa sangrenta guerra de desgaste contra a Frente da Sírmia. 
Em 8 de março de 1945, um governo de coalizão iugoslavo foi formado em Belgrado, com Tito como primeiro-ministro e Ivan Šubašić como ministro das Relações Exteriores.

### Ofensiva geral partidária

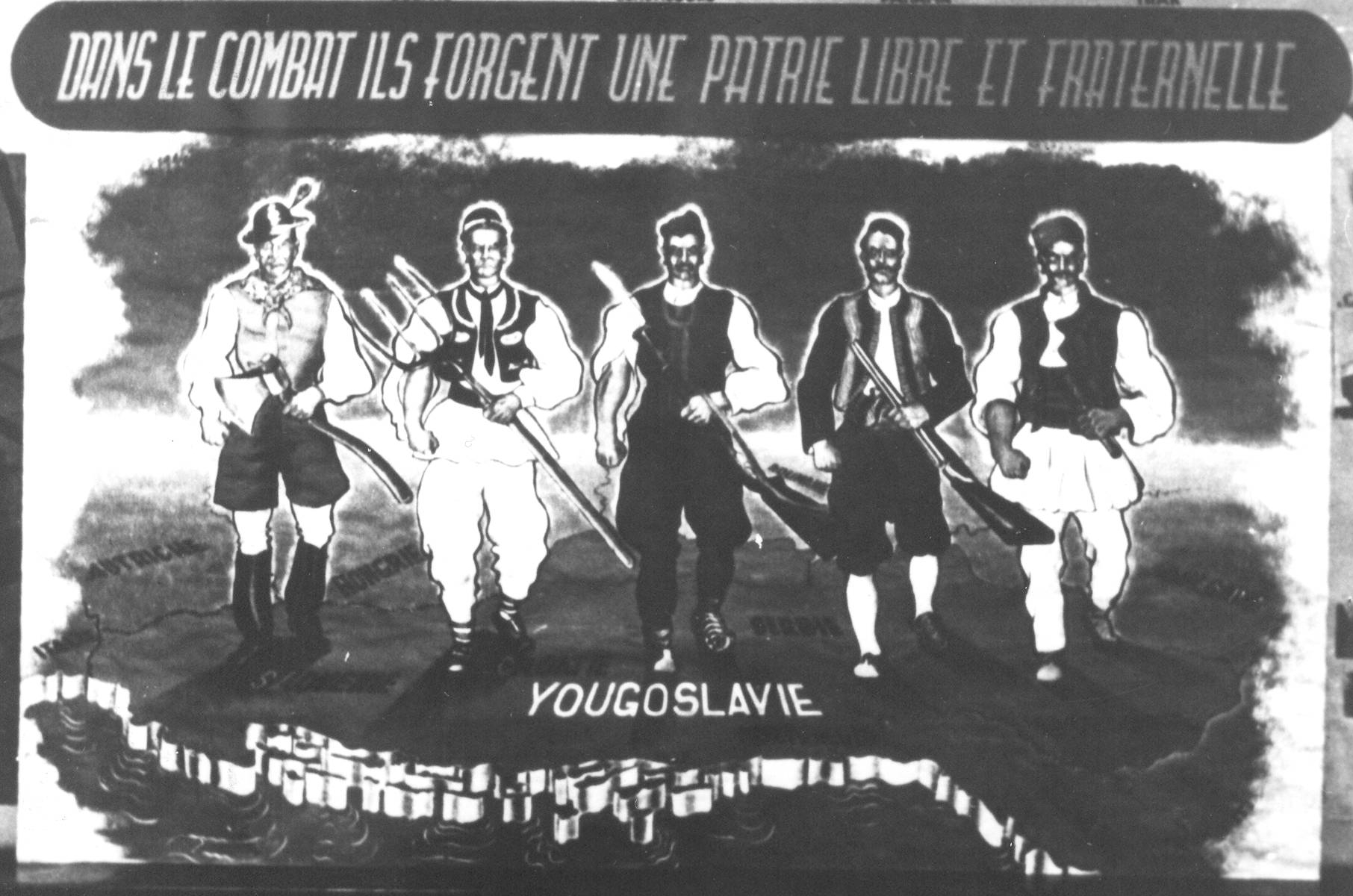
Cartaz de propaganda de 1945: “No combate estão forjando uma nação livre e fraterna”.

Em 20 de março de 1945, os guerrilheiros lançaram uma ofensiva geral no setor Mostar-Višegrad- Drina. Com grandes áreas rurais da Bósnia, Croácia e Eslovénia já sob controlo da guerrilha partidária, as operações finais consistiram em ligar estes territórios e capturar as principais cidades e estradas. Para a ofensiva geral o marechal Josip Broz Tito comandou uma força partidária de cerca de 800.000 homens organizada em quatro exércitos:
- 1º Exército comandado por Peko Dapčević
- 2º Exército comandado por Koča Popović
- 3º Exército comandado por Kosta Nađ
- 4º Exército comandado por Petar Drapšin.

Além disso, os guerrilheiros iugoslavos tinham oito corpos de exército independentes (o 2º, o 3º, o 4º, o 5º, o 6º, o 7º, o 9º e o 10º).
Contra os guerrilheiros iugoslavos estava o general alemão Alexander Löhr do Grupo de Exércitos E (Heeresgruppe E). Este Grupo de Exércitos tinha sete corpos de exército:
- XV Corpo de Montanha
- XV Corpo de Cossacos
- XXI Corpo de Montanha
- XXXIV Corpo de Infantaria
- LXIX Corpo de Infantaria
- LXXXXVII Corpo de Infantaria

Este corpo incluía dezessete divisões enfraquecidas (1º Cossaco, 2º Cossaco, 7ª SS, 11ª Divisão de Campo da Luftwaffe, 22ª, 41ª, 104º, 117º, 138º, 181º, 188º, 237º, 297º, 369º Croata, 373º Croata, 39º 2º croata e 14º Divisão SS Ucraniana). Além dos sete corpos, o Eixo contava com forças navais e da Luftwaffe remanescentes, sob constante ataque da Marinha Real Britânica, da Força Aérea Real e da Força Aérea dos Estados Unidos. 

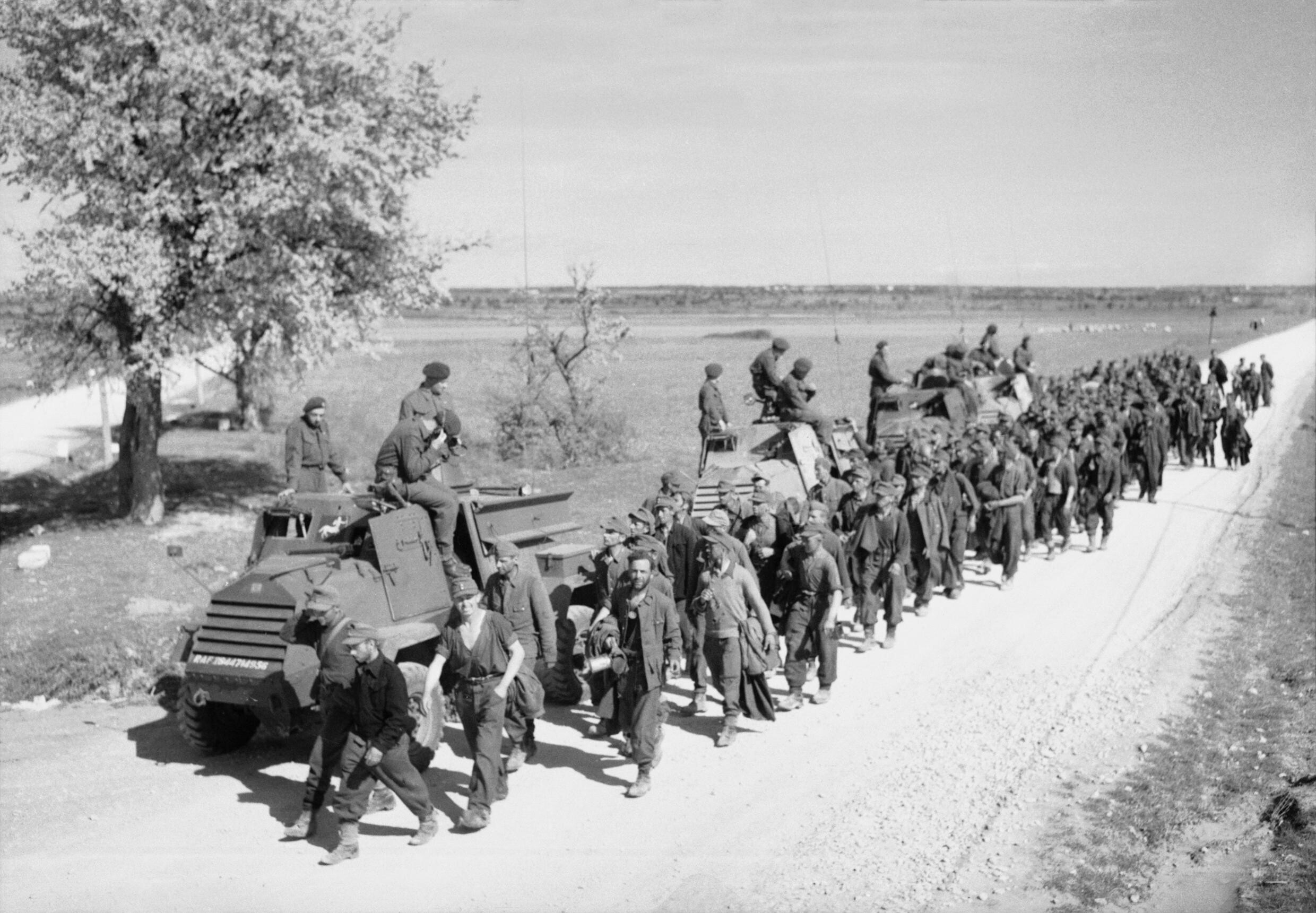
Regimento de campo da RAF britânica na Croácia com prisioneiros alemães capturados por forças guerrilheiras em Bihać

O exército do Estado Independente da Croácia era na época composto por dezoito divisões: 13 divisões de infantaria, duas de montanha, duas de assalto e uma de substituição croata, cada uma com a sua própria artilharia orgânica e outras unidades de apoio. Havia também várias unidades blindadas. Desde o início de 1945, as divisões croatas foram alocadas em vários corpos alemães e em março de 1945 controlavam a Frente Sul.  Protegendo as áreas de retaguarda estavam cerca de 32.000 homens da gendarmaria croata (Hrvatsko Oružništvo), organizados em 5 Regimentos de Voluntários da Polícia mais 15 batalhões independentes, equipados com armas de infantaria leve padrão, incluindo morteiros. 
A Força Aérea do Estado Independente da Croácia (Zrakoplovstvo Nezavisne Države Hrvatske, ou ZNDH) e as unidades da Legião da Força Aérea Croata (Hrvatska Zrakoplovna Legija, ou HZL), regressadas do serviço na Frente Oriental forneceram algum nível de apoio aéreo ( ataque, caça e transporte) até maio de 1945, encontrando e às vezes derrotando aeronaves adversárias da Força Aérea Real Britânica, da Força Aérea dos Estados Unidos e da Força Aérea Soviética. Embora 1944 tenha sido um ano catastrófico para o ZNDH, com perdas de aeronaves totalizando 234, principalmente em terra, entrou em 1945 com 196 máquinas. Outras entregas de novas aeronaves da Alemanha continuaram nos primeiros meses de 1945 para substituir as perdas. Em 10 de março, o ZNDH tinha 23 Messerschmitt 109 G&K, três Morane-Saulnier MS406, seis Fiat G.50 Freccia e dois caças Messerschmitt 110 G. As entregas finais dos caças alemães Messerschmitt 109 G e K atualizados ainda estavam ocorrendo em março de 1945.  e o ZNDH ainda tinha 176 aeronaves em seu efetivo em abril de 1945. 
Entre 30 de março e 8 de abril de 1945, os Chetniks do general Mihailović fizeram uma última tentativa de se estabelecerem como uma força credível na luta contra o Eixo na Jugoslávia. Os Chetniks sob o comando do tenente-coronel Pavle Đurišić lutaram contra uma combinação de forças Ustaša e da Guarda Nacional Croata na Batalha do campo de Lijevča. No final de março de 1945, unidades de elite do Exército NDH foram retiradas da frente Síria para destruir os Chetniks de Djurisic que tentavam atravessar o norte do NDH.  A batalha foi travada perto de Banja Luka, no então Estado Independente da Croácia, e terminou com uma vitória decisiva para as forças do Estado Independente da Croácia.
As unidades sérvias incluíam os remanescentes da Guarda Estatal Sérvia e do Corpo de Voluntários Sérvios da Administração Militar Sérvia. Havia até algumas unidades da Guarda Nacional Eslovena (Slovensko domobranstvo, SD) ainda intactas na Eslovênia. 
No final de março de 1945, era óbvio para o Comando do Exército Croata que, embora a frente permanecesse intacta, acabaria por ser derrotada por pura falta de munição. Por esta razão, foi tomada a decisão de recuar para a Áustria, a fim de se render às forças britânicas que avançavam para norte a partir de Itália.  O exército alemão estava em processo de desintegração e o sistema de abastecimento estava em ruínas.
Bihać foi libertado pelos guerrilheiros no mesmo dia em que a ofensiva geral foi lançada. O 4º Exército, sob o comando de Petar Drapšin, rompeu as defesas do XV Corpo de Cavalaria Cossaco SS. Em 20 de abril, Drapšin libertou Lika e o litoral croata, incluindo as ilhas, e alcançou a antiga fronteira iugoslava com a Itália. Em 1º de maio, depois de capturar os territórios italianos de Rijeka e Ístria do LXXXXVII Corpo alemão, o 4º Exército Iugoslavo venceu os Aliados ocidentais em Trieste por um dia.
O 2.º Exército Jugoslavo, sob o comando de Koča Popović, forçou uma travessia do rio Bosna em 5 de abril, capturando Doboj, e alcançou o rio Una. Em 6 de abril, o 2º, 3º e 5º Corpos de partisans Iugoslavos tomaram Sarajevo do XXI Corpo Alemão. Em 12 de abril, o 3º Exército iugoslavo, sob o comando de Kosta Nađ, forçou a travessia do rio Drava. O 3.º Exército espalhou-se então por Podravina, chegou a um ponto a norte de Zagreb e atravessou a antiga fronteira austríaca com a Jugoslávia no sector de Dravogrado. O 3º Exército fechou o cerco em torno das forças inimigas quando os seus destacamentos motorizados avançados se uniram aos destacamentos do 4º Exército na Caríntia.
Além disso, em 12 de abril, o 1º Exército Iugoslavo, sob o comando de Peko Dapčević, penetrou na frente fortificada do XXXIV Corpo de exército alemão na Síria. Em 22 de abril, o 1º Exército destruiu as fortificações e avançou em direção a Zagreb.
A prolongada libertação da Jugoslávia Ocidental causou mais vítimas entre a população. O avanço da frente síria em 12 de abril foi, nas palavras de Milovan Đilas, "a maior e mais sangrenta batalha que o nosso exército já travou", e não teria sido possível se não fosse pelos instrutores e armas soviéticos.  Quando as unidades NOV de Dapčević chegaram a Zagreb, em 9 de maio de 1945, talvez tivessem perdido até 36.000 mortos. Naquela época, havia mais de 400 mil refugiados em Zagreb.  Depois de entrar em Zagreb com o 2º Exército Iugoslavo, ambos os exércitos avançaram na Eslovênia.

### Operações finais

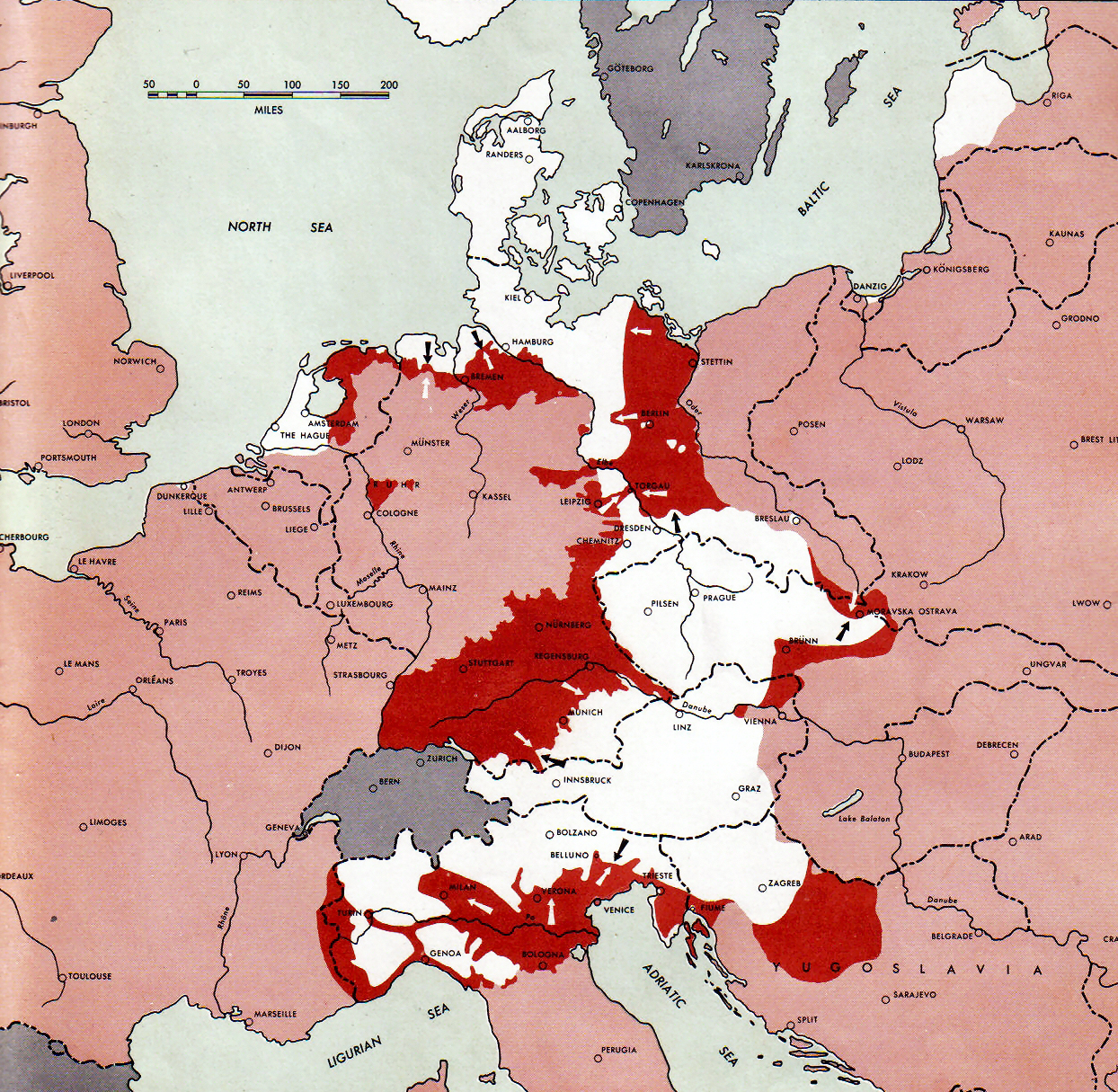
Linhas de frente na Europa, 1º de maio de 1945.

Em 2 de maio, a capital alemã, Berlim, caiu nas mãos do Exército Vermelho. Em 8 de maio de 1945, os alemães renderam-se incondicionalmente e a guerra na Europa terminou oficialmente. Os italianos abandonaram a guerra em 1943, os búlgaros em 1944 e os húngaros no início de 1945. Apesar da capitulação alemã, contudo, combates esporádicos ainda ocorreram na Iugoslávia. Em 7 de maio, Zagreb foi evacuada, em 9 de maio, Maribor e Ljubljana foram capturadas pelos guerrilheiros, e Löhr, comandante-em-chefe do Grupo de Exércitos E foi forçado a assinar a rendição total das forças sob seu comando em Topolšica, perto Velenje, Eslovênia, na quarta-feira, 9 de maio de 1945. Apenas as forças croatas e outras forças antipartidárias permaneceram.
De 10 a 15 de maio, os guerrilheiros iugoslavos continuaram a enfrentar a resistência da Croácia e de outras forças antipartidárias em todo o resto da Croácia e da Eslovênia. A Batalha de Poljana começou em 14 de maio e terminou em 15 de maio de 1945 em Poljana, perto de Prevalje, na Eslovênia. Foi o culminar e a última de uma série de batalhas entre os guerrilheiros iugoslavos e uma grande coluna mista (mais de 30.000) de soldados do exército alemão, juntamente com os Ustaše croatas, a guarda nacional croata, a guarda nacional eslovena e outras forças antipartidárias que foram tentando recuar para a Áustria. A Batalha de Odžak foi a última batalha da Segunda Guerra Mundial na Europa.  A batalha começou em 19 de abril de 1945 e durou até 25 de maio de 1945,  17 dias após o fim da guerra na Europa.

### Consequências
No dia 5 de maio, na localidade de Palmanova (50 km a noroeste de Trieste), entre 2.400 e 2.800 membros do Corpo de Voluntários Sérvio se renderam aos britânicos.  Em 12 de maio, cerca de 2.500 membros adicionais do Corpo de Voluntários Sérvios renderam-se aos britânicos em Unterbergen, no rio Drava.  Nos dias 11 e 12 de maio, as tropas britânicas em Klagenfurt, na Áustria, foram assediadas pela chegada de forças dos partisans Iugoslavos. Em Belgrado, o embaixador britânico junto ao governo de coalizão iugoslavo entregou a Tito uma nota exigindo que as tropas iugoslavas se retirassem da Áustria.
Em 15 de maio de 1945, uma grande coluna da Guarda Nacional Croata, o Ustaše, o XV Corpo de Cavalaria Cossaco SS e os remanescentes da Guarda do Estado Sérvio, e o Corpo de Voluntários Sérvio, chegaram à fronteira sul da Áustria, perto da cidade de Bleiburg. Os representantes do Estado Independente da Croácia tentaram negociar a rendição aos britânicos nos termos da Convenção de Genebra, à qual aderiram em 1943, e foram por ela reconhecidos como "beligerantes", mas foram ignorados.  A maioria das pessoas da coluna foram entregues ao governo iugoslavo como parte do que às vezes é chamado de Operação Keelhaul. Após as repatriações, os partisans procederam à brutalização dos prisioneiros de guerra. As acões dos partisans foram em parte realizadas por vingança, bem como para suprimir a potencial continuação da luta armada dentro da Iugoslávia. 
Em 15 de maio, Tito colocou as forças partidárias na Áustria sob controle aliado. Poucos dias depois, ele concordou em retirá-los. Em 20 de maio, as tropas iugoslavas na Áustria começaram a retirar-se. Em 8 de Junho, os Estados Unidos, o Reino Unido e a Jugoslávia concordaram com o controlo de Trieste. Em 11 de Novembro, realizaram-se eleições parlamentares na Iugoslávia. Nestas eleições, os comunistas tiveram uma vantagem importante porque controlaram a polícia, o sistema judiciário e os meios de comunicação social. Por essa razão a oposição não quis participar nas eleições.  Em 29 de novembro, de acordo com o resultado das eleições, Pedro II foi deposto pela Assembleia Constituinte da Iugoslávia, dominada pelos comunistas. No mesmo dia, a República Popular Federal da Jugoslávia foi estabelecida como um estado socialista durante a primeira reunião do Parlamento Iugoslavo em Belgrado. Tito foi nomeado primeiro-ministro. A ala autonomista do Partido Comunista da Macedônia, que dominou durante a Segunda Guerra Mundial, foi finalmente deixada de lado em 1945, após a Segunda Assembleia da ASNOM.
Em 13 de março de 1946, Mihailović foi capturado por agentes do Departamento de Segurança Nacional Iugoslavo (Odsjek Zaštite Naroda ou OZNA).  De 10 de junho a 15 de julho do mesmo ano, foi julgado por alta traição e crimes de guerra. Em 15 de julho, ele foi considerado culpado e condenado à morte por fuzilamento (ver: Julgamento de Draža Mihailović).
Em 16 de Julho, um apelo de clemência foi rejeitado pelo Presidium da Assembleia Nacional. Durante a madrugada de 18 de julho, Mihailović, juntamente com outros nove oficiais de Chetnik e Nedić, foram executados em Lisičji Potok. Esta execução essencialmente encerrou a guerra civil da Segunda Guerra Mundial entre os guerrilheiros comunistas e os chetniks monarquistas.

## Crimes de guerra e atrocidades
Os crimes de guerra e as atrocidades contra a população civil prevaleceram. As vítimas não combatentes incluíam a maioria da população judaica do país, muitas das quais morreram em campos de concentração e extermínio (por exemplo, Jasenovac, Stara Gradiška, Banjica, Sajmište, etc.) administrados pelos regimes clientes ou pelas próprias forças de ocupação.
O regime Ustaše na Croácia (principalmente croatas, mas também muçulmanos e outros) cometeu genocídio contra sérvios, judeus, ciganos e croatas antifascistas. Os chetniks (principalmente sérvios, mas também montenegrinos e outros) prosseguiram o genocídio  contra muçulmanos, croatas e sérvios pró-partisans, e as autoridades de ocupação italianas instigaram a limpeza étnica (italianização) contra eslovenos e croatas. A Wehrmacht realizou execuções em massa de civis em retaliação às atividades de resistência (por exemplo, o massacre de Kragujevac e o massacre de Kraljevo). A Divisão SS "Prinz Eugen" massacrou um grande número de civis e prisioneiros de guerra.  As tropas de ocupação húngaras massacraram civis (principalmente sérvios e judeus) durante um grande ataque no sul de Bačka, sob o pretexto de suprimir as atividades de resistência.
Durante e após os estágios finais da guerra, as autoridades comunistas iugoslavas e as tropas partidárias realizaram represálias contra aqueles associados ao Eixo.

### Ustashas
Os Ustashas, um movimento ultranacionalista e fascista croata que operou de 1929 a 1945 e foi liderado por Ante Pavelić, ganharam o controle do recém-formado Estado Independente da Croácia (NDH), criado pelos alemães após a invasão da Iugoslávia. Os Ustashas buscaram um estado croata etnicamente puro exterminando sérvios, judeus e ciganos de seu território. Seu foco principal eram os sérvios, que somavam cerca de dois milhões. A estratégia para atingir o seu objectivo era supostamente matar um terço dos sérvios, expulsar um terço e converter à força o terço restante. O primeiro massacre de sérvios ocorreu em 28 de Abril de 1941, na aldeia de Gudovac, onde cerca de 200 sérvios foram detidos e executados. O evento iniciou a onda de violência Ustasha contra os sérvios que ocorreu nas semanas e meses seguintes, à medida que massacres ocorreram em aldeias em todo o NDH, particularmente em Banija, Kordun, Lika, noroeste da Bósnia e leste da Herzegovina.  Os sérvios nas aldeias do interior foram mortos a golpes de faca com diversas ferramentas, atirados vivos em covas e ravinas ou, em alguns casos, trancados em igrejas que foram posteriormente incendiadas . Unidades da Milícia Ustasha arrasaram aldeias inteiras, muitas vezes torturando os homens e violando as mulheres. Aproximadamente um em cada seis sérvios que viviam no NDH foi vítima de um massacre, o que significa que quase todos os sérvios desta região tinham um membro da família que foi morto na guerra, principalmente pelos Ustashas.
Os Ustashas também montaram acampamentos em todo o NDH. Alguns deles foram utilizados para deter opositores políticos e aqueles considerados inimigos do Estado, alguns eram campos de trânsito e de reassentamento para deportação e transferência de populações, enquanto outros foram utilizados para fins de assassinato em massa. O maior campo era o campo de concentração de Jasenovac, que era um complexo de cinco subcampos, localizado a cerca de 100 km a sudeste de Zagreb. O campo era famoso pelas suas práticas bárbaras e cruéis de assassinato, conforme descrito pelos depoimentos de testemunhas. No final de 1941, juntamente com os sérvios e os ciganos, as autoridades do NDH encarceraram a maioria dos judeus do país em campos incluindo Jadovno, Kruščica, Loborgrad, Đakovo, Tenja e Jasenovac. Quase toda a população cigana do NDH também foi morta pelos Ustashas.

### Chetniks
Os Chetniks, um movimento realista e nacionalista sérvio que inicialmente resistiu ao Eixo , mas progressivamente entrou em colaboração com forças italianas, alemãs e partes das forças Ustasha, procurou a criação de uma Grande Sérvia através da limpeza dos não sérvios, principalmente muçulmanos e croatas. de territórios que seriam incorporados ao seu estado pós-guerra.  Os Chetniks massacraram sistematicamente os muçulmanos nas aldeias que capturaram. Estas ocorreram principalmente no leste da Bósnia, em cidades e municípios como Goražde, Foča, Srebrenica e Višegrad. Mais tarde, ocorreram "ações de limpeza" contra os muçulmanos nos condados de Sandžak.  As ações contra os croatas foram em menor escala, mas semelhantes em ação.  Os croatas foram mortos na Bósnia, Herzegovina, no norte da Dalmácia e em Lika. 

### Alemães
Na Sérvia, a fim de reprimir a resistência, retaliar contra a sua oposição e aterrorizar a população, os alemães criaram uma fórmula em que 100 reféns seriam fuzilados por cada soldado alemão morto e 50 reféns seriam fuzilados por cada soldado alemão ferido.   Os principais alvos de execução foram judeus e comunistas sérvios. Os exemplos mais notáveis foram os massacres nas aldeias de Kraljevo e Kragujevac em outubro de 1941.  Os alemães também criaram campos de concentração e foram ajudados na perseguição aos judeus pelo governo fantoche de Milan Nedić e outras forças colaboracionistas.

### Italianos
Em abril de 1941, a Itália invadiu a Iugoslávia, anexando ou ocupando grandes porções da Eslovênia, Croácia, Herzegovina, Montenegro, Sérvia e Macedônia, enquanto anexava diretamente à Itália a Província de Liubliana, Gorski Kotar e o Governatorato da Dalmácia, juntamente com a maioria das ilhas croatas. Para suprimir a crescente resistência liderada pelos guerrilheiros eslovenos e croatas, os italianos adoptaram tácticas de "execuções sumárias, tomada de reféns, represálias, internamentos e incêndio de casas e aldeias". Este foi particularmente o caso na província de Ljubljana, onde as autoridades italianas aterrorizaram a população civil eslovena e deportaram-na para campos de concentração com o objectivo de italianizar a área. 

### Húngaros
Milhares de sérvios e judeus foram massacrados pelas forças húngaras na região de Bačka, território ocupado e anexado pela Hungria desde 1941. Vários oficiais militares de alta patente foram cúmplices das atrocidades.

### Partisans

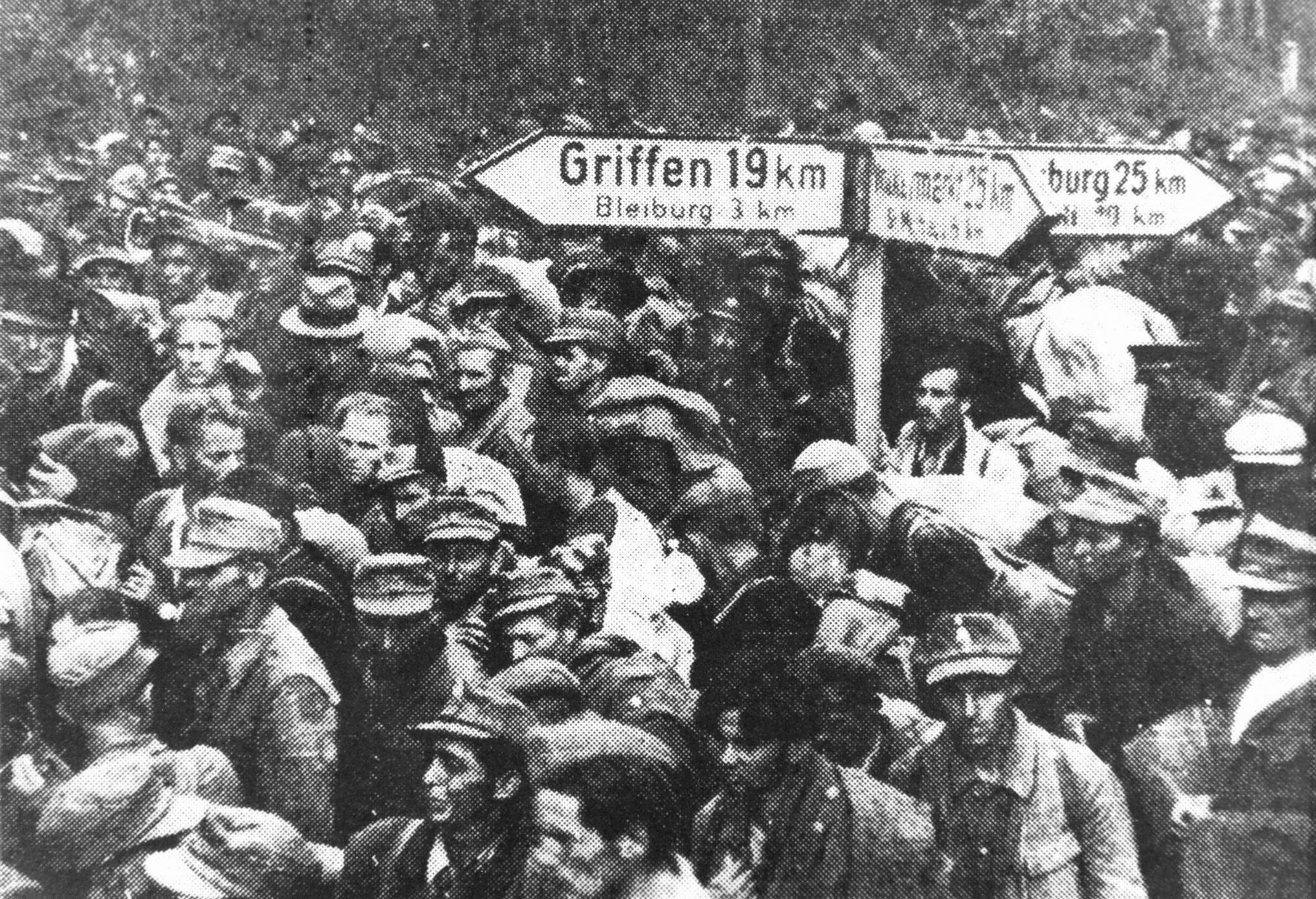
Refugiados croatas e Ustaše durante as Repatriações de Bleiburg

Os Partisans envolveram-se nos massacres de civis durante e após a guerra. Várias unidades partidárias, e a população local em algumas áreas, envolveram-se em assassinatos em massa no período imediato do pós-guerra contra prisioneiros de guerra e outros supostos simpatizantes, colaboradores e/ou fascistas do Eixo, juntamente com os seus familiares. Houve marchas forçadas e execução de dezenas de milhares de soldados e civis capturados (predominantemente croatas associados ao NDH, mas também eslovenos e outros) que fugiam do seu avanço, nas Repatriações de Bleiburg. As atrocidades também incluíram o massacre de Kočevski Rog, atrocidades contra a população italiana na Ístria (os massacres de Foibe) e expurgos contra sérvios, húngaros e alemães associados às forças do eixo durante os expurgos comunistas na Sérvia em 1944–45. Também com as expulsões da população alemã ocorridas no pós-guerra.

## Vítimas

### Baixas iugoslavas
O governo jugoslavo estimou o número de vítimas em 1.704.000 e apresentou o número à Comissão Internacional de Reparações em 1946, sem qualquer documentação. Uma estimativa de 1,7 milhão de mortes relacionadas com a guerra foi posteriormente submetida ao Comitê de Reparações Aliadas em 1948, apesar de ser uma estimativa da perda demográfica total que cobria a população esperada se a guerra não eclodisse, o número de crianças em gestação e as perdas decorrentes da emigração. e doença.  Depois que a Alemanha solicitou dados verificáveis, o Departamento Federal de Estatísticas da Iugoslávia criou uma pesquisa nacional em 1964.  O número total de mortos foi de 597.323.   A lista permaneceu em segredo de estado até 1989, quando foi publicada pela primeira vez. 
| Nacionalidade  | Lista de 1964 | Kočović   | Žerjavić  |
| -------------- | ------------- | --------- | --------- |
| Sérvios        | 346.740       | 487.000   | 530.000   |
| Croatas        | 83.257        | 207.000   | 192.000   |
| Eslovenos      | 42.027        | 32.000    | 42.000    |
| Montenegrinos  | 16.276        | 50.000    | 20.000    |
| Macedônios     | 6.724         | 7.000     | 6.000     |
| Muçulmanos     | 32.300        | 86.000    | 103.000   |
| Outros eslavos | –             | 12.000    | 7.000     |
| Albaneses      | 3.241         | 6.000     | 18.000    |
| Judeus         | 45.000        | 60.000    | 57.000    |
| Ciganos        | –             | 27.000    | 18.000    |
| Alemães        | –             | 26.000    | 28.000    |
| Húngaros       | 2.680         | –         | –         |
| Eslovacos      | 1.160         | –         | –         |
| Turcos         | 686           | –         | –         |
| Outros         | –             | 14.000    | 6.000     |
| Desconhecido   | 16.202        | –         | –         |
| Total          | 597.323       | 1.014.000 | 1.027.000 |

O Bureau of the Census dos EUA publicou um relatório em 1954 que concluiu que as mortes relacionadas com a guerra jugoslava foram de 1.067.000. O Bureau of the Census dos EUA observou que o número oficial do governo iugoslavo de 1,7 milhão de mortos na guerra foi exagerado porque "foi divulgado logo após a guerra e foi estimado sem o benefício de um censo do pós-guerra". Um estudo realizado por Vladimir Žerjavić estima o total de mortes relacionadas com a guerra em 1.027.000. As perdas militares são estimadas em 237 mil guerrilheiros iugoslavos e 209 mil colaboradores, enquanto as perdas civis em 581 mil, incluindo 57 mil judeus. As perdas das Repúblicas Iugoslavas foram de 316.000 na Bósnia; Sérvia 273.000; Croácia 271.000; Eslovénia 33.000; Montenegro 27.000; Macedônia 17.000; e matou no exterior 80.000.  O estatístico Bogoljub Kočović calculou que as perdas reais na guerra foram de 1.014.000.  O falecido Jozo Tomasevich, professor emérito de economia da San Francisco State University, acredita que os cálculos de Kočović e Žerjavić “parecem isentos de preconceitos, podemos aceitá-los como fiáveis”.  Stjepan Meštrović estimou que cerca de 850.000 pessoas foram mortas na guerra.  Vego cita números de 900.000 a 1.000.000 de mortos.  Stephen R. A'Barrow estima que a guerra causou 446.000 soldados mortos e 514.000 civis mortos, ou 960.000 mortos no total da população iugoslava de um total de 15 milhões.
A pesquisa de Kočović sobre as perdas humanas na Iugoslávia durante a Segunda Guerra Mundial foi considerada o primeiro exame objetivo da questão. Pouco depois de Kočović publicar suas descobertas em Žrtve drugog svetskog rata u Jugoslaviji, Vladeta Vučković, um professor universitário baseado nos EUA, afirmou em uma revista de emigrados com sede em Londres que havia participado do cálculo do número de vítimas na Iugoslávia em 1947. Vučković afirmou que o número de 1.700.000 se originou dele, explicando que, como funcionário do Serviço Federal de Estatística da Iugoslávia, foi ordenado a estimar o número de vítimas sofridas pela Iugoslávia durante a guerra, usando ferramentas estatísticas apropriadas.  Ele apresentou uma perda populacional demográfica estimada (não real) de 1,7 milhão.  Ele não pretendia que sua estimativa fosse usada como cálculo de perdas reais.  No entanto, o Ministro dos Negócios Estrangeiros, Edvard Kardelj, considerou este número como a perda real nas suas negociações com a Agência Inter-Aliada de Reparações.  Este número também já havia sido usado pelo marechal Tito em maio de 1945, e o número de 1.685.000 foi usado por Mitar Bakić, secretário-geral do Presidium do governo iugoslavo num discurso a correspondentes estrangeiros em agosto de 1945. A Comissão de Reparações Iugoslava também já havia comunicado o número de 1.706.000 à Agência Inter-Aliada de Reparações em Paris no final de 1945.  A cifra de 1,7 milhões de Tito tinha como objectivo maximizar a compensação de guerra da Alemanha e demonstrar ao mundo que o heroísmo e o sofrimento dos iugoslavos durante a Segunda Guerra Mundial ultrapassaram os de todos os outros povos, excepto apenas os da URSS e, talvez, da Polônia.
| Localização           | Número de mortos | Sobreviveu |
| --------------------- | ---------------- | ---------- |
| Bósnia e Herzegovina  | 177.045          | 49.242     |
| Croácia               | 194.749          | 106.220    |
| Macedônia             | 19.076           | 32.374     |
| Montenegro            | 16.903           | 14.136     |
| Eslovênia             | 40.791           | 101.929    |
| Sérvia (própria)      | 97.728           | 123.818    |
| PA Kosovo (Sérvia)    | 7.927            | 13.960     |
| PA Voivodina (Sérvia) | 41.370           | 65.957     |
| Desconhecido          | 1.744            | 2.213      |
| Total                 | 597.323          | 509.849    |

As razões para o elevado número de vítimas humanas na Iugoslávia foram as seguintes:
1. Operações militares de cinco exércitos principais (alemães, italianos, ustaše, guerrilheiros iugoslavos e chetniks). [144]
2. As forças alemãs, sob ordens expressas de Hitler, lutaram com vingança contra os sérvios, que eram considerados Untermensch. [144] Um dos piores massacres durante a ocupação militar alemã da Sérvia foi o Massacre de Kragujevac.
3. Atos deliberados de represália contra as populações-alvo foram perpetrados por todos os combatentes. Todos os lados praticaram o fuzilamento de reféns em grande escala. No final da guerra, muitos colaboradores de Ustaše foram mortos nas Marchas da morte de Bleiburg. [145]
4. O extermínio sistemático de um grande número de pessoas por razões políticas, religiosas ou raciais. As vítimas mais numerosas foram os sérvios mortos pelos Ustaše. Croatas e muçulmanos também foram mortos pelos chetniks.
5. A redução da oferta de alimentos causou fome e doenças. [146]
6. O bombardeio aliado das linhas de abastecimento alemãs causou vítimas civis. As localidades mais atingidas foram Podgorica, Leskovac, Zadar e Belgrado. [147]
7. As perdas demográficas devido a uma redução de 335.000 no número de nascimentos e à emigração de cerca de 660.000 não estão incluídas nas vítimas de guerra. [147]

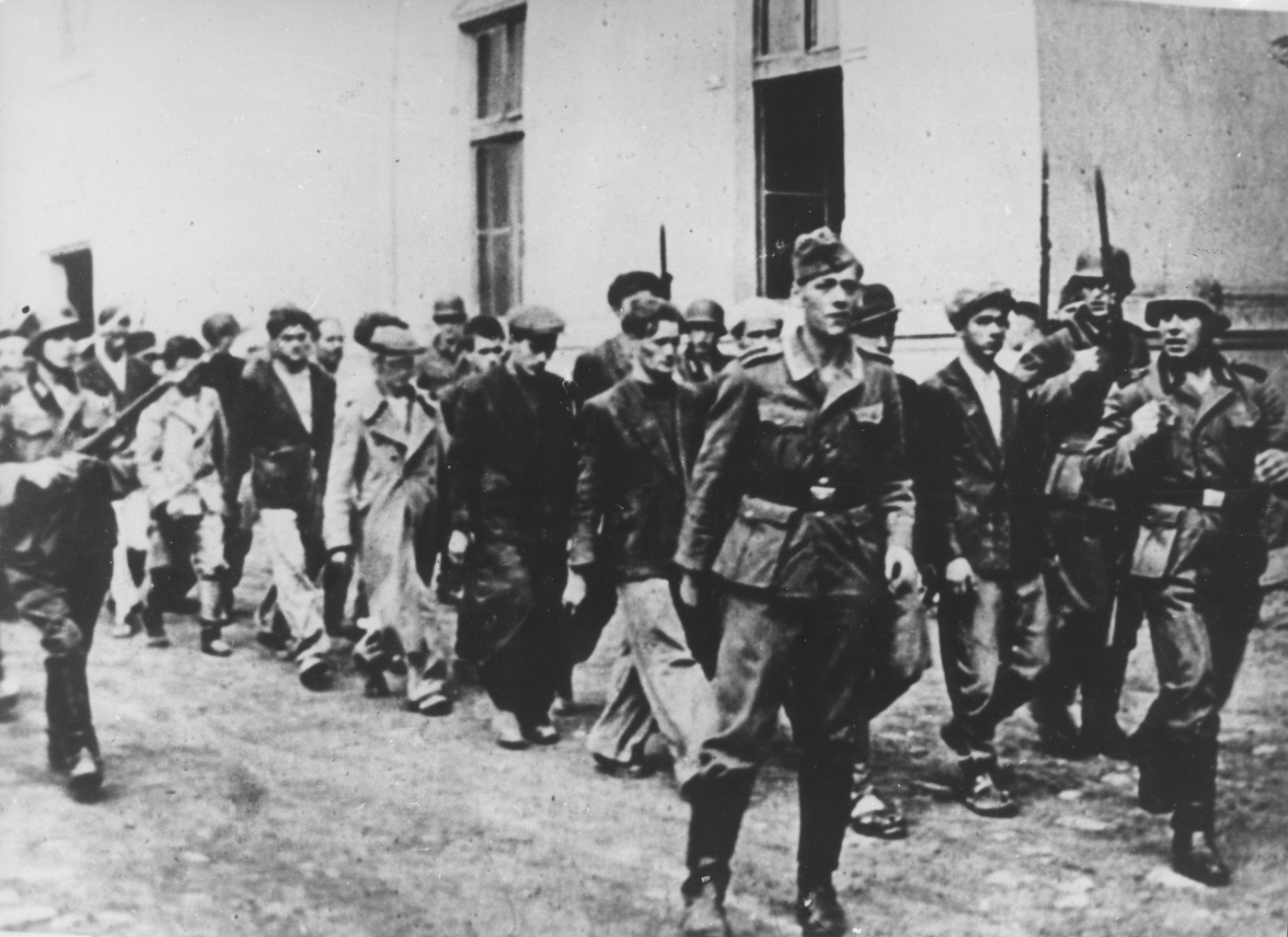
Alemães escoltando pessoas de Kragujevac e arredores para serem executadas.

#### Eslovênia
Na Eslovênia, o Instituto de História Contemporânea de Ljubljana lançou uma pesquisa abrangente sobre o número exato de vítimas da Segunda Guerra Mundial na Eslovênia em 1995. Após mais de uma década de pesquisas, o relatório final foi publicado em 2005, que incluía uma lista de nomes. O número de vítimas foi fixado em 89.404. O número também inclui as vítimas de assassinatos sumários perpetrados pelo regime comunista imediatamente após a guerra (cerca de 13.500 pessoas). Os resultados da investigação foram um choque para o público, uma vez que os números reais foram mais de 30% superiores às estimativas mais elevadas durante o período iugoslavo. Mesmo contando apenas o número de mortes até Maio de 1945 (excluindo assim os prisioneiros militares mortos pelo Exército Jugoslavo entre Maio e Julho de 1945), o número permanece consideravelmente superior às estimativas anteriores mais elevadas (cerca de 75.000 mortes contra uma estimativa anterior de 60.000).
Existem várias razões para tal diferença. A nova investigação abrangente também incluiu eslovenos mortos pela resistência partidária, tanto em batalha (membros de unidades colaboracionistas e anticomunistas), como civis (cerca de 4.000 entre 1941 e 1945). Além disso, as novas estimativas incluem todos os eslovenos da Eslovénia anexada pelos nazis que foram recrutados pela Wehrmacht e morreram em batalha ou em campos de prisioneiros durante a guerra. O número também inclui os eslovenos da Marcha Juliana que morreram no exército italiano (1940-43), os de Prekmurje que morreram no exército húngaro e aqueles que lutaram e morreram em várias unidades aliadas (principalmente britânicas). O número não inclui vítimas da Eslovênia veneziana (exceto aquelas que se juntaram às unidades partidárias eslovenas), nem inclui as vítimas entre os eslovenos da Caríntia (novamente com exceção daqueles que lutam nas unidades partidárias) e eslovenos húngaros. 47% das vítimas durante a guerra eram guerrilheiros, 33% eram civis (dos quais 82% foram mortos pelas potências do Eixo ou pela guarda nacional eslovena) e 20% eram membros da guarda nacional eslovena.

#### Território do NDH
De acordo com a pesquisa de Žerjavić sobre as perdas dos sérvios no NDH, 82.000 morreram como membros dos partisans Iugoslavos e 23.000 como Chetniks e colaboradores do Eixo. Das vítimas civis, 78.000 foram mortos pelos Ustaše em terror direto e em campos, 45.000 pelas forças alemãs, 15.000 pelas forças italianas, 34.000 em batalhas entre os Ustaše, os Chetniks e os partisans, e 25.000 morreram de febre tifóide. Outros 20.000 morreram no campo de concentração de Sajmište.  De acordo com Ivo Goldstein, no território do NDH, 45.000 croatas são mortos como guerrilheiros, enquanto 19.000 morrem em prisões ou campos.
Žerjavić estimou a estrutura da guerra real e das perdas pós-guerra de croatas e bósnios. De acordo com a sua investigação, 69-71.000 croatas morreram como membros das forças armadas do NDH, 43-46.000 como membros dos partisans Jugoslavos e 60-64.000 como civis, em terror directo e em campos.  Fora do NDH, mais 14.000 croatas morreram no estrangeiro; 4.000 como guerrilheiros e 10.000 civis vítimas do terror ou em campos. Em relação aos bósnios, incluindo os muçulmanos da Croácia, ele estimou que 29 mil morreram como membros das forças armadas do NDH, 11 mil como membros dos guerrilheiros iugoslavos, enquanto 37 mil eram civis e mais 3 mil bósnios foram mortos no exterior; 1.000 guerrilheiros e 2.000 civis. Do total de vítimas civis croatas e bósnios no NDH, sua pesquisa mostrou que 41.000 mortes de civis (mais de 18.000 croatas e mais de 20.000 bósnios) foram causadas pelos chetniks, 24.000 pelos Ustaše (17.000 croatas e 7.000 bósnios), 16.000 pelos guerrilheiros (14.000 croatas e 2.000 bósnios), 11.000 pelas forças alemãs (7.000 croatas e 4.000 bósnios), 8.000 pelas forças italianas (5.000 croatas e 3.000 bósnios), enquanto 12.000 morreram no exterior (10.000 croatas e 2.000 bósnios).
Pesquisadores individuais que afirmam a inevitabilidade do uso da identificação de vítimas e fatalidades por nomes individuais levantaram sérias objeções aos cálculos/estimativas de perdas humanas de Žerjavić usando métodos estatísticos padrão e consolidação de dados de várias fontes, apontando que tal abordagem é insuficiente e não é confiável na determinação do número e natureza das vítimas e mortes, bem como na afiliação dos autores dos crimes. 
Na Croácia, a Comissão para a Identificação das Vítimas da Guerra e do Pós-Guerra da Segunda Guerra Mundial esteve ativa desde 1991 até o Sétimo Governo da república, sob o primeiro-ministro Ivica Račan, encerrar a comissão em 2002. Na década de 2000, foram criadas comissões de valas comuns ocultas na Eslovênia e na Sérvia para documentar e escavar valas comuns da Segunda Guerra Mundial.

### Baixas alemãs
De acordo com listas de vítimas alemãs citadas pelo The Times de 30 de julho de 1945, a partir de documentos encontrados entre os pertences pessoais do General Hermann Reinecke, chefe do Departamento de Relações Públicas do Alto Comando Alemão, o total de baixas alemãs nos Bálcãs foi de 24.000 mortos e 12.000 desaparecido, nenhum número sendo mencionado para os feridos. A maioria destas vítimas sofridas nos Balcãs foi infligida na Jugoslávia.  Segundo o investigador alemão Rüdiger Overmans, as perdas alemãs nos Balcãs foram mais de três vezes superiores - 103.693 durante o curso da guerra, e cerca de 11.000 que morreram como prisioneiros de guerra jugoslavos. 

### Baixas italianas
Os italianos sofreram 30.531 baixas durante a ocupação da Iugoslávia (9.065 mortos, 15.160 feridos, 6.306 desaparecidos). A proporção de homens mortos/desaparecidos em relação a homens feridos era excepcionalmente alta, já que os guerrilheiros iugoslavos frequentemente assassinavam prisioneiros. Suas maiores perdas ocorreram na Bósnia e Herzegovina: 12.394. Na Croácia o total foi de 10.472 e em Montenegro 4.999. A Dalmácia foi menos belicosa: 1.773. A área mais tranquila foi a Eslovénia, onde os italianos sofreram 893 vítimas. Outros 10.090 italianos morreram após o armistício, durante a Operação Achse ou após se juntarem aos guerrilheiros iugoslavos.